# Maja civilizáció
A maja civilizáció közép-amerikai prehispán civilizáció, amelyet a maja népek fejlesztettek ki és a Kolumbusz előtti Amerika legfejlettebb kultúrája volt. Azon a területen fejlődött ki, amely ma Mexikó délkeleti részét, egész Guatemalát, Belizét, valamint Honduras és El Salvador nyugati részeit foglalja magába.
A kifejlett írás, művészet, monumentális építészet, matematika, csillagászat és orvostudomány terén elért eredményei vetekedtek az ősi Egyiptom és a hellén kultúra virágkorának eredményeivel. Matematikusaik már akkor feltalálták a "nulla" fogalmát, valamint a számok helyi értékének jelentőségét, amikor az európaiak még a római számokkal küszködtek. Képesek voltak pontosan mérni az időt, és az olyan csillagászati eseményeket, mint a nap- és holdfogyatkozások, évszázadokra előre is ki tudták számolni.
2016-os felfedezés alapján az egykori civilizáció városai a csillagképek legfényesebb pontjai szerint jöttek létre. Még napjainkban is találnak növényzettel benőtt új piramisokat a dzsungelben, és a LIDAR-t használó régészek olyan ősi utakat azonosítottak, amelyek a maja városokat kötötték össze, és egykor létező hatalmas városok nyomait fedezik fel, amelyekről eddig nem tudtak. Kiderült, hogy a maja civilizáció nagyobb és fejlettebb volt, mint azt korábban gondolták.

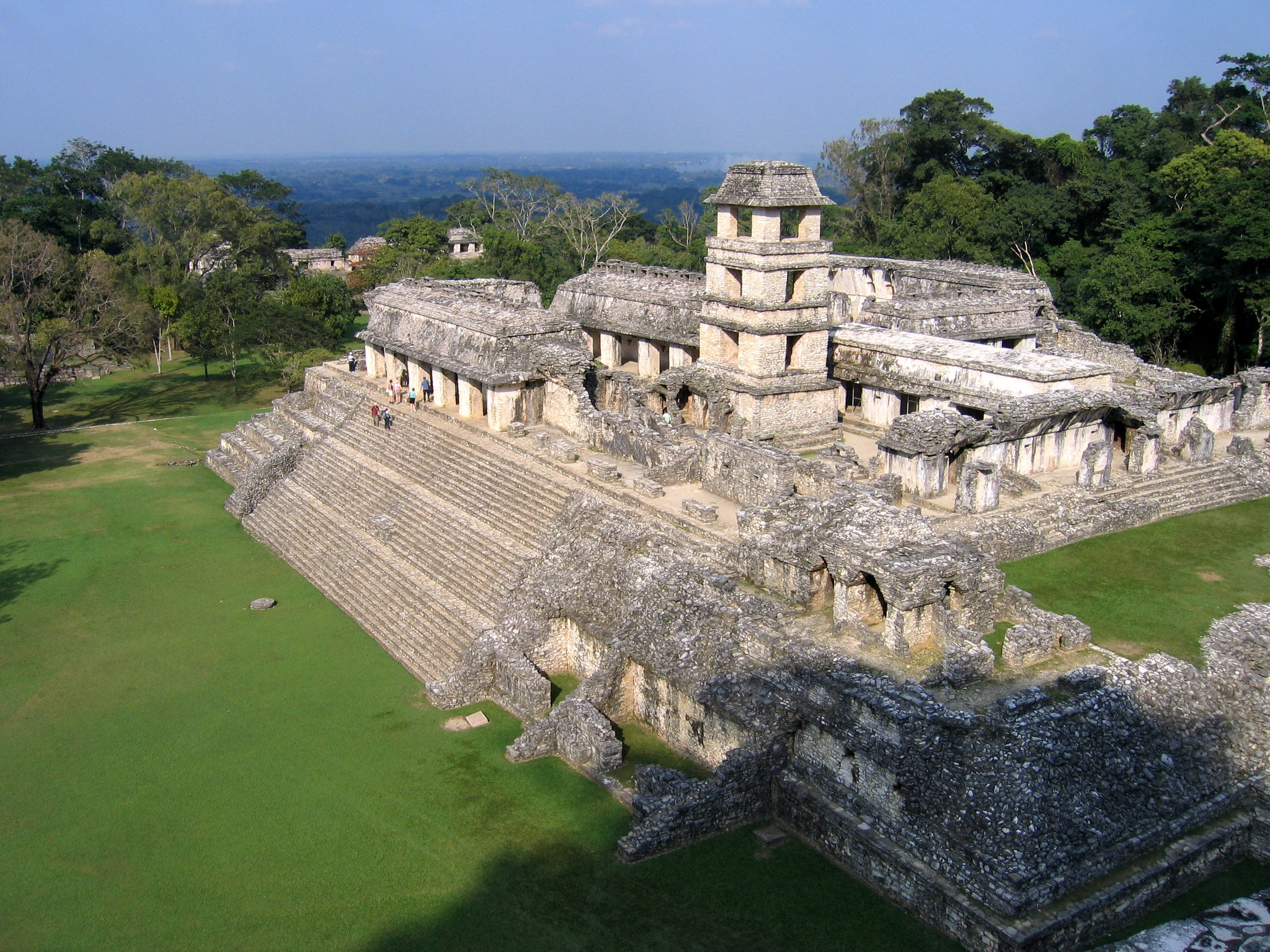
Palenque romjai

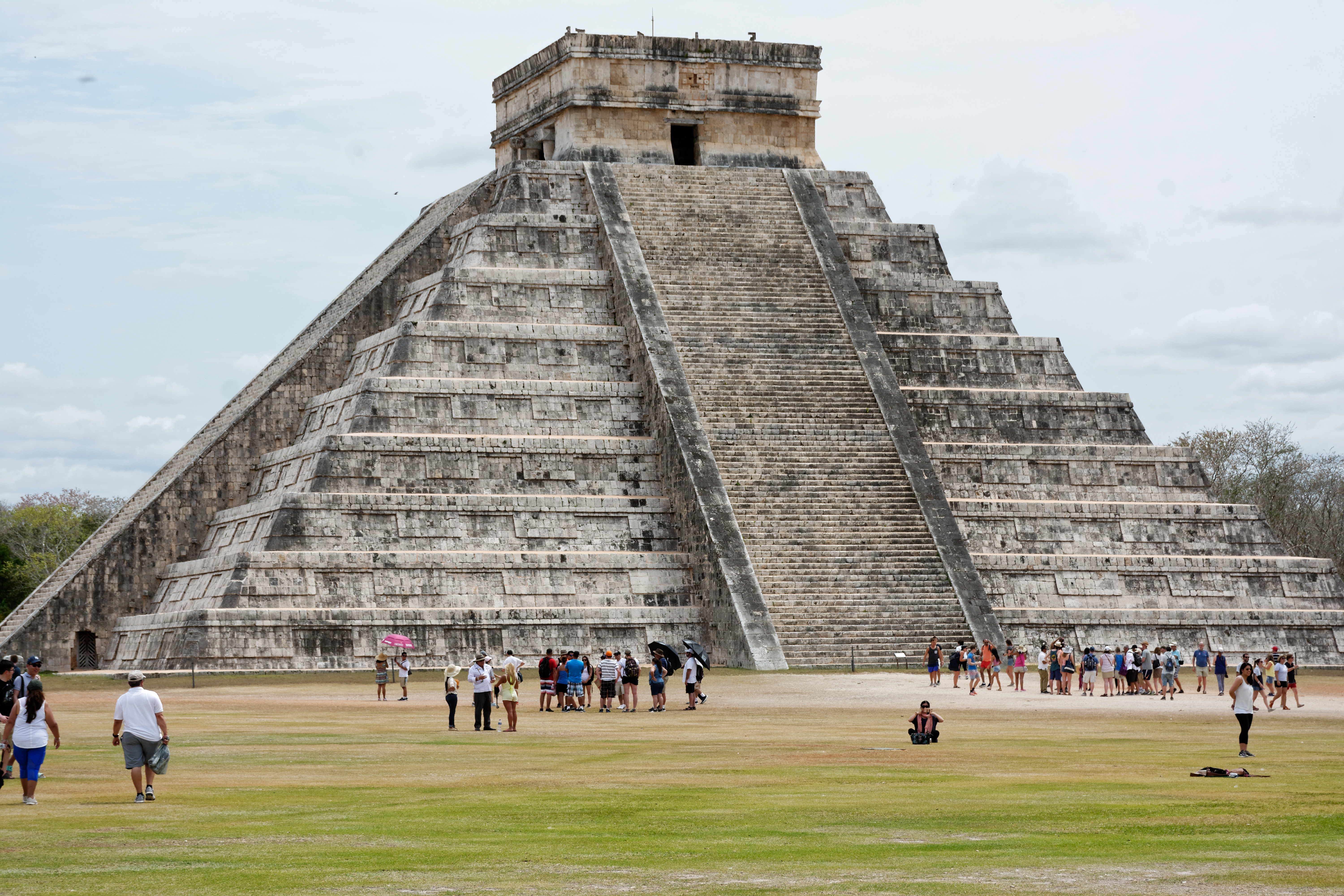
Kukulkán – a tollas kígyóisten – temploma (el Castillo), Chichén Itzá

A maja civilizáció elpusztult ugyan, de a népcsoport leszármazottai ma is élnek, több mint 6 millió ember, akik több mint huszonnyolc maja nyelvet beszélnek, és zömmel ugyanazon a területen élnek, mint az őseik.

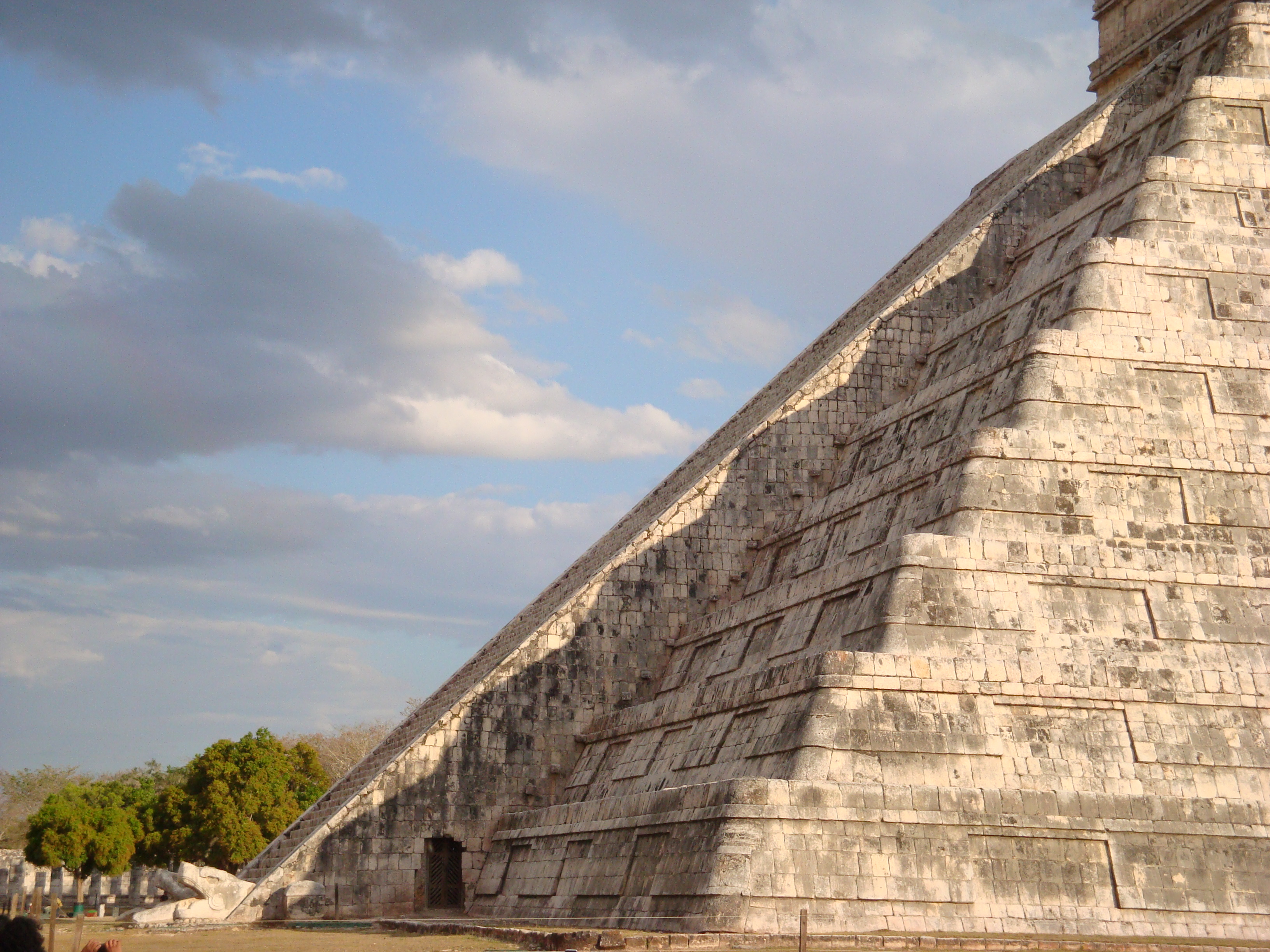
Fény-árny játék, amely a Kukulkán kígyóisten leereszkedését szimulálja a lépcsőn a nap-éj egyenlőség napján

## Történelem
A maja civilizáció kialakulásának kezdetét a preklasszikus korszaknak (Kr. e. 2000 – Kr. u. 300) tulajdonítják, a városállamok többsége a klasszikus időszakban (300–950) érte el a csúcspontját. Mire a spanyol konkvisztádorok megérkeztek, a civilizáció már hanyatlóban volt.

### Kronológia
A maja civilizáció történetét három fő időszakra osztják:
- preklasszikus,
- klasszikus
- posztklasszikus kor.

Ezeket a fő időszakokat kisebb korszakokra osztják, amelyeket azonban a mai tudósok a maja kronológia önkényes felosztásának tekintenek. Az időszakok kezdő és záró dátumának meghatározása a szerzőtől függően akár egy évszázaddal is eltérhet.
| Kor neve                                         | Korszak                                          | Korszak                                          | Dátum                |
| ------------------------------------------------ | ------------------------------------------------ | ------------------------------------------------ | -------------------- |
| Ősi (archaikus)                                  | Ősi (archaikus)                                  | Ősi (archaikus)                                  | kb. Kr. e. 8000-2000 |
| Preklasszikus                                    | Korai preklasszikus                              | Korai preklasszikus                              | Kr. e. 2000-1000     |
| Preklasszikus                                    | Középső preklasszikus                            | Korai középső preklasszikus                      | Kr. e. 1000-600      |
| Preklasszikus                                    | Középső preklasszikus                            | Késő középső preklasszikus                       | Kr. e. 600-350       |
| Preklasszikus                                    | Késői preklasszikus                              | Korai                                            | Kr. e. 350-1         |
| Preklasszikus                                    | Késői preklasszikus                              | Érett                                            | 1-159                |
| Preklasszikus                                    | Késői preklasszikus                              | Késői                                            | 159-250              |
| Klasszikus                                       | Korai klasszikus                                 | Korai klasszikus                                 | 250-550              |
| Klasszikus                                       | Érett klasszikus                                 | Érett klasszikus                                 | 550-830              |
| Klasszikus                                       | Késői klasszikus                                 | Késői klasszikus                                 | 830-950              |
| Posztklasszikus                                  | Korai posztklasszikus                            | Korai posztklasszikus                            | 950-1200             |
| Posztklasszikus                                  | Késői posztklasszikus                            | Késői posztklasszikus                            | 1200-1539            |
| Az európaiakkal való kapcsolat / Spanyol hódítás | Az európaiakkal való kapcsolat / Spanyol hódítás | Az európaiakkal való kapcsolat / Spanyol hódítás | 1511–1697            |

### Preklasszikus  (kb. Kr. e. 2000 – Kr. u. 250)

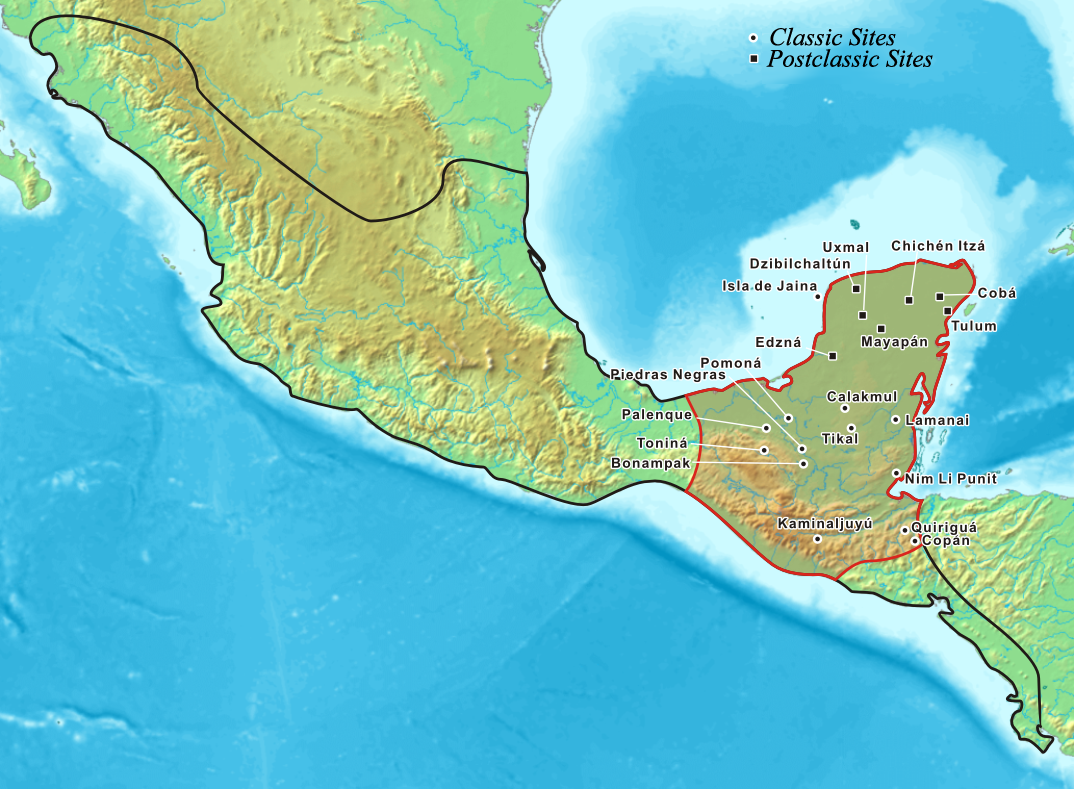
Mezo-Amerika kulturális területe, azon belül pirossal a maja civilizáció kiterjedése.
(A térképen a klasszikus és posztklasszikus kor főbb városai.)

A maják első civilizációjukat a preklasszikus korban fejlesztették ki. A tudósok között azonban vita folyik arról, hogy pontosan mikor kezdődött a maja civilizáció ezen korszaka.
Az agyagművesség és a kerámiakészítés legkésőbb Kr. e. 2300 körül elterjedt. A földművelés kezdetei Kr. e. 2500-1500 közé tehetők, a cuelloi leletek radiokarbonos kormeghatározását sokan támadták (4500 év), de Kr. e. 1500-nál későbbre semmiképp sem tehetők. Már e korai preklasszikus kor végén termeltek kukoricát, tapasztott alapra épített favázas és zsúptetős kunyhókban laktak, szín- és formagazdag kerámiát készítettek.
A középső formatív időszakban az irtásos-parlagolásos földművelés szintjét túllépve intenzív földművelési módszerekre tértek át, a települések továbbra is falusias jellegű élelemtermelő közösségek. Megjelent a teraszos földművelés. Kisebb, 100–500 lakosú falvakban letelepedett életmódot folytattak. Kr. e. 800-tól egyre több településen kisebb-nagyobb platformokon rituális épületeket emeltek, a kereskedelem az egyes falvak között egyre szorosabbá vált, és az olmék civilizáció is termékenyítően hatott, olyannyira, hogy Kr. e. 600-tól kezdve már városias települések is megjelentek a mai guatemalai Petén megye párás dzsungeleiben.

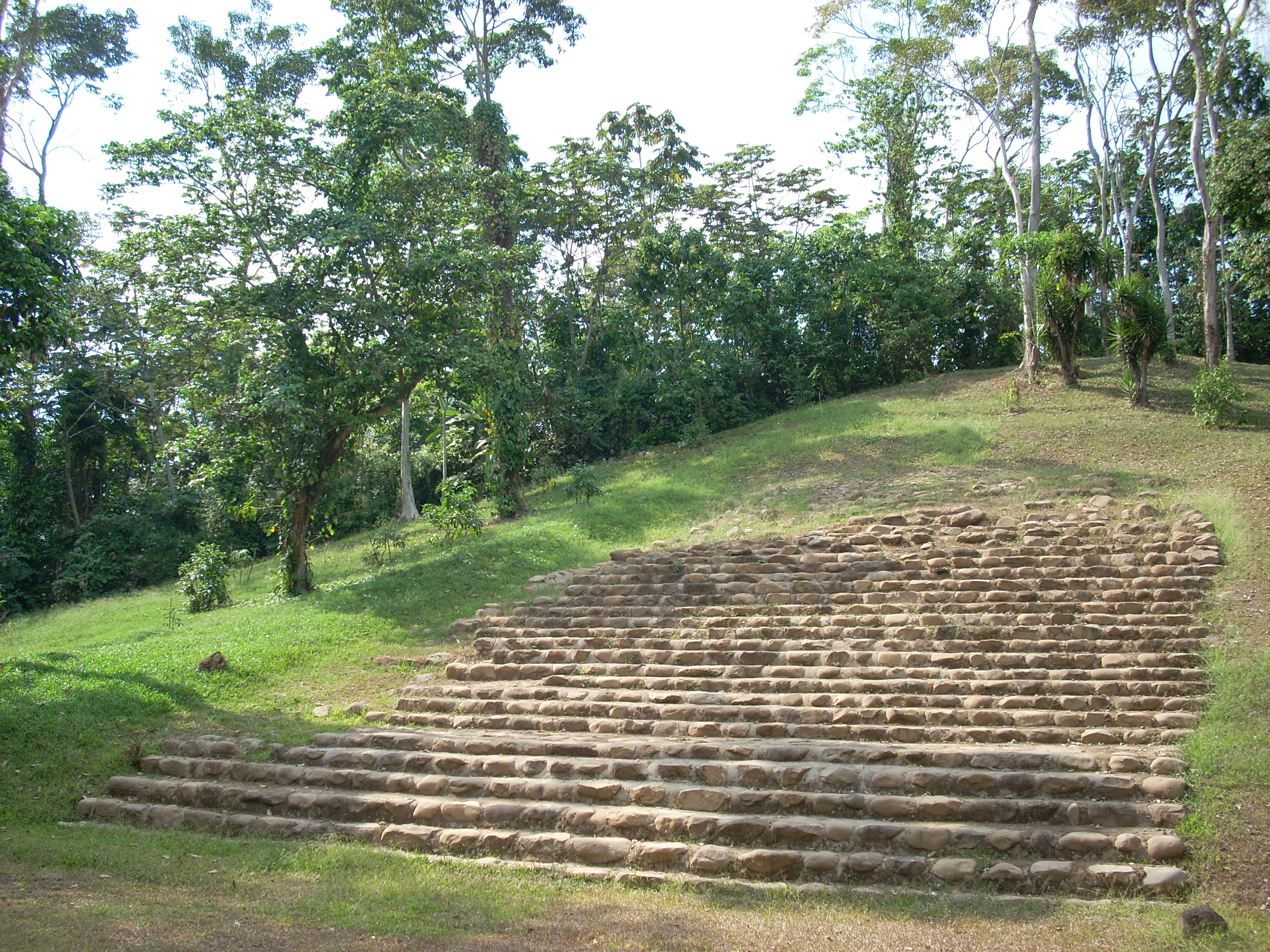
A mai Guatemalában található Takalik Abaj a preklasszikus korban épült

Az Kr. e. 750 – Kr. e. 450 között a maja társadalomban alapvető változások zajlottak le, de a folyamat egészében még nem ismert. Nehézséget jelent a kutatás számára, hogy ebben a korban ugyanazokon a településeken laktak, mint később, ezért a kései formatív korszak esetleges leletanyagát a klasszikus kor nagy volumenű építkezései borítják be. Kr. e. 450 táján azonban olyan komplex társadalom létezett már, aminek kialakulásához biztosan hosszú idő kellett. A változásra szemléletes példa egy viszonylag félreeső kisebb település, Cuello. Itt a középső preklasszikus korban a szertartási központ egy kis udvar volt, ezt pedig alapzatokon fából épített építmények (valószínűleg templomok) vették körbe. Az udvaron Kr. e. 450 táján széles és magas emelvényt alakítottak ki, majd a nyugati végén kis piramist is építettek. Az ásatások eredményei szerint az udvart a körbezáró templomalapzatok szintjéig feltöltötték, a faépítményeket pedig felgyújtották, hogy helyet szorítsanak az elképzelt változtatásoknak. Nem valószínű, hogy egy spontán tűzvész áldozatául estek a templomok és csak kihasználták az alkalmat, mert szentségtelenítő rítusok emlékeire is akadtak a feltárók. Az udvar közepén két tucat fiatal férfit temettek el egy sekély mélyedésben. A temetkezési mellékletben már megjelenik a pop (gyékényszőnyeg), a maja uralkodók később is használt uralkodói jelképe. Kr. e. 450-ben tehát már voltak olyan helyi fejedelmek, akik királyi hatalmat gyakoroltak. Cuello mindemellett a kései preklasszikus korban csak egy nagyjából 1000 fő lakosságú falu volt, valószínűleg politikai súly nélkül, mégis nagyarányú építkezéseket mutathatott fel.
A kései preklasszikus korszakban, Kr. e. 450-től már több 2-10 ezer lakost számláló város alakult ki, ami egy demográfiai növekedés jelzése is, a kései preklasszikus korból sokkal több lelőhely ismert, mint a megelőző időkből. Megnőtt emellett a népsűrűség is, az 1974–1975-ös ásatási szezonban Norman Hammond statisztikai elemzéseket végzett az észak-belizei lelőhelyen, és azt találta, hogy adott területen négyszer annyi házhely volt a kései, mint a középső preklasszikus korban.

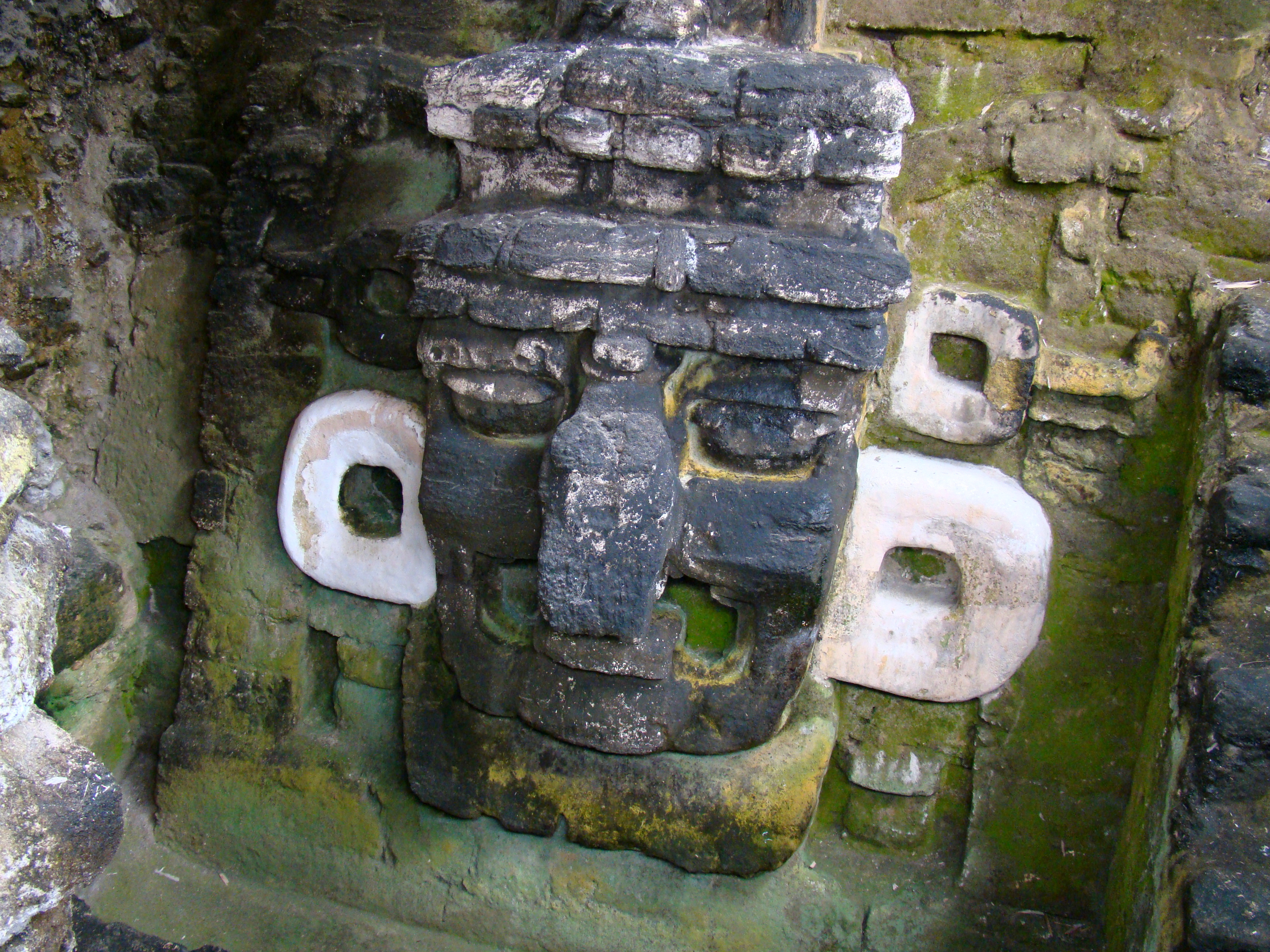
Stukkóból készült maszk egy tikali templomon

Nakbé, El Mirador, Wak'na, Tintal, El Porto, Sacayut, Calakmul, Kaminaljuyú és Tikal a jellegzetes késő preklasszikus városok. Mindannyiuk közös sajátossága a hatalmas köztér, melyet csonkagúla alakú platformon álló templomok és a nemesek házai vettek körül (ennek arányosan kicsinyített mása a cuelloi). Mindenhol megfigyelhető jelenség, hogy ebben a szakaszban a szertartási központok megnövekednek és a városok központjába kerülnek. A platformokra lépcsők vezettek, és oldalaikat mészkőstukkóból készült maszkok borították, melyek különböző isteneket ábrázoltak, mint Kinich Ahau, a napisten vagy mitikus helyeket, mint Taj Wayib'. Ekkor jelentek meg az első feliratok is, amelyek az első uralkodók tetteiről adtak számot, csakúgy, mint a pazar falfestmények. A preklasszikus kor végét számos város összeomlása jelenti az i. sz. 100 – i. sz. 200 közötti periódusban, melyek okai ma még nem tisztázottak, noha a mai régészeti és epigráfiai maradványok nagyobb arányú népmozgásokról tanúskodnak.
A népesség és a népsűrűség növekedése lehetőséget adott nagyarányú földmunkák kivitelezésére, amikor is egyszerre óriási területeken alakítottak ki a hegyoldalakból művelhető teraszokat. Ugyanebben az időben megindult a mocsarak nagyarányú lecsapolása is. Mocsárlecsapolásra az egyik legkorábbi példa a Vernon L. Scarborough által feltárt cerrosi, 1200 méter hosszú, hat méter széles és két méter mély csatorna. Érdekessége, hogy ez a nagy munka elég kicsiny lecsapolt területhez épült.
Kr. e. 400 – Kr. e. 300 között épült Komche központjában öt hatalmas emelvény, ezek egy 80 × 150 méteres teret vesznek körül, ez a kései preklasszikus kor egyik első fellendülését mutatja.

### Klasszikus kor (kb. 250–950)
A klasszikus kor egyenes és töretlen folytatása a preklasszikusnak. A lakosságszám és a népsűrűség tovább növekedett, egyre nagyobb arányú környezetformálás indult meg. Ezt a Campeche államban, Edzná mellett feltárt csatorna-rendszer is igazolja, aminek fő eleme egy 12 km hosszú csatorna. Ennek északi végében egy 100 méter szélességű, ma is vízzel telt gödör van, csak innen 253 ezer m³ földet és sziklát termeltek ki valamikor Kr. e. 200 és i. sz. 100 között. A komplexum Raymond T. Matheny számításai szerint 2,25 millió m³ víz tárolására volt alkalmas.
A nagy volumenű munkák nagy háttérigényekkel jártak. Példa erre a nagy méretű, ovális kőbalták és az éles vájóbalták előállítása, az eszközöket sok helyen megtalálták. Az azt előállító kézműipar méreteire a colhai ásatások során feltárt vájóbalta-készítő műhelyek világítottak rá, ahol csak a narancshéjnak nevezett hulladékból másfél méter vastag réteget találtak, és köbméterenként ötmillió esedék kőpengét tartalmaz. Harry J. Shafer számításai szerint ezekből a műhelyekből minimum kétmillió balta került ki már a kései preklasszikus korban. Éves termelése legkevesebb 3000 darab volt, csak ebből az egyetlen eszköztípusból.
A klasszikus kort sokan a maja civilizáció virágkorának tartják, mivel ekkor jöttek létre a legnépesebb városok és a korszak második felének alkotásai az egyetemes művészettörténet szerint is kiemelkedőek. Ennek ellenére a korszak a szüntelen háborúk időszaka is, amikor a maja alföldeket keresztül-kasul járták a harci különítmények. A korai klasszikus korszak (100 – 600) sajátossága a kezdetekben keresendő, hiszen a korábban elhagyott városok utódai csak a 300-as évekre konszolidálódnak. A vezető szerepet Tikal, Calakmul és a mai Quintana Roo állam területén található városok uralkodói szerezték meg. A korszak legfontosabb eseményei a még nem teljesen feltárt tikali dinasztián belüli ellentétek, melyek 378-ban a mexikói felföldeken elterülő hatalmas metropolisz, a 120 ezer lakosú Teotihuacan beavatkozását vonták maguk után. Az új dinasztia hatalma kiterjedt szinte a teljes maja alföldre, és számos más város uralkodója fizetett adót Tikal urainak a 6. század elejéig. A lakosság száma folyamatosan növekedett, már kőtemplomok és paloták épültek a korábbi korszak fából készült építményei helyett.
A 6. század közepén azonban számos korábban alárendelt uralkodó elszakad Tikaltól, és ekkor kezd el terjeszkedni az előbb Tz'ibanchében, majd később Calakmulban székelő dinasztia, melynek legnagyobb uralkodója Yuhknom Ch'en (A Városokat Rengető), aki 662-ben Copán, Toniná és Palenque városok kivételével uralta a maja alföldeket. 562 és 735 között Tikal és Calakmul állandó háborúban álltak egymással. A tikali dinasztia megpróbálta ellenőrzése alatt tartani a termékeny petexbatúni alföldeket és Bajlaj Chan K'awil vezetésével Dos Pilasban új várost alapított, amely azonban hamarosan Calakmul adófizetője lett. Calakmul tovább terjeszkedett, ám 692-ben Tikal végleg győzelmet aratott, ami után a calakmuli uralkodók hatalma soha nem nyerte vissza korábbi nagyságát. Azonban Tikal nem volt képes fenntartani az így megszerzett hegemóniát, és a 700-as évektől kezdve a maja alföldeken több tucat egymással hol békében, hol háborúban álló politikai alakulat jött létre. Az elkövetkező 100 évben a városok és a lakosság száma tovább nőtt, amely számos problémát vont maga után. Ma még vitatott okok következtében a 800-as évektől kezdve egyre több települést hagytak el lakói, és a 950-es évekre az alföldek központi része jórészt elnéptelenedett.

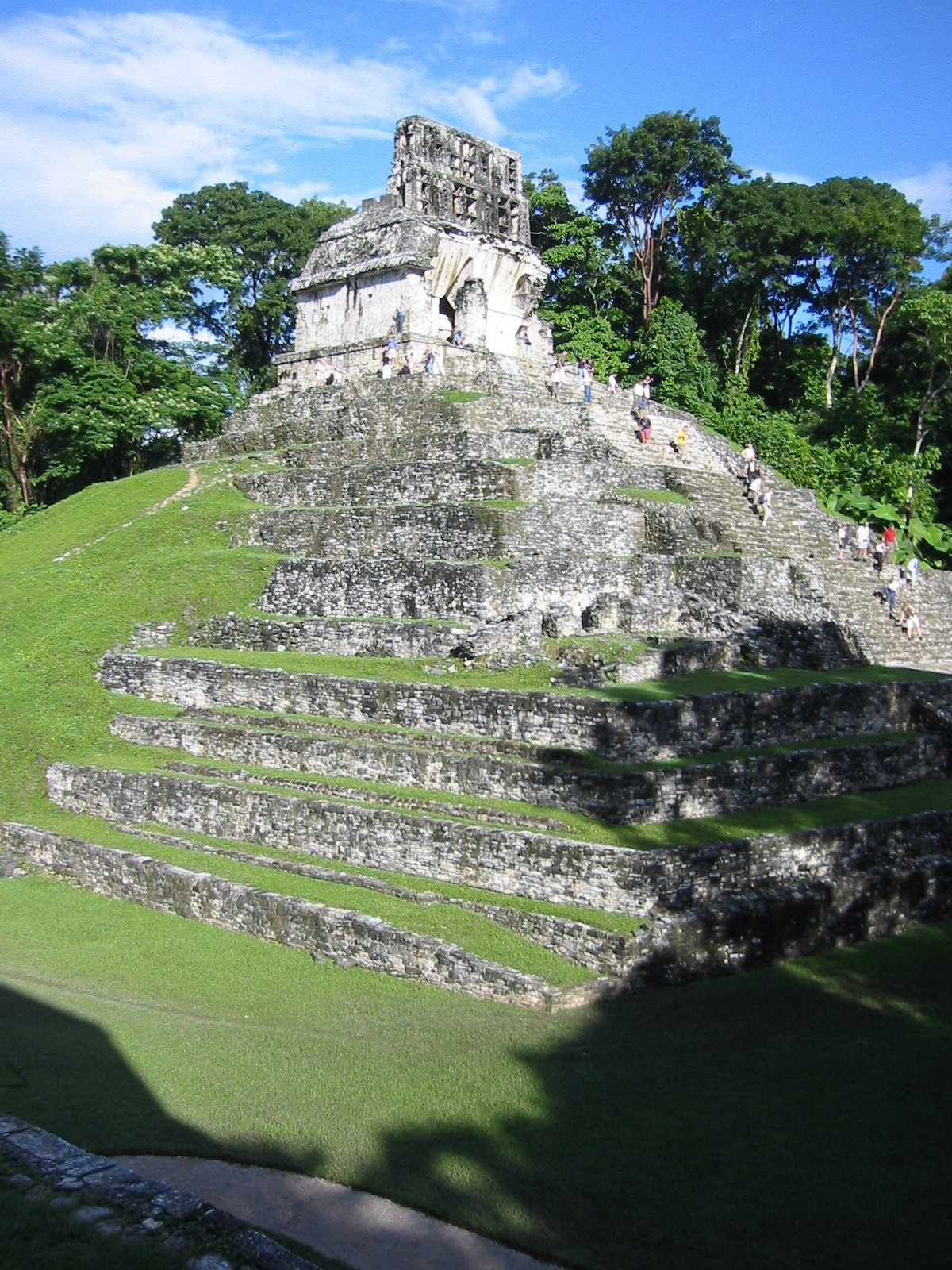
Palenquei romok
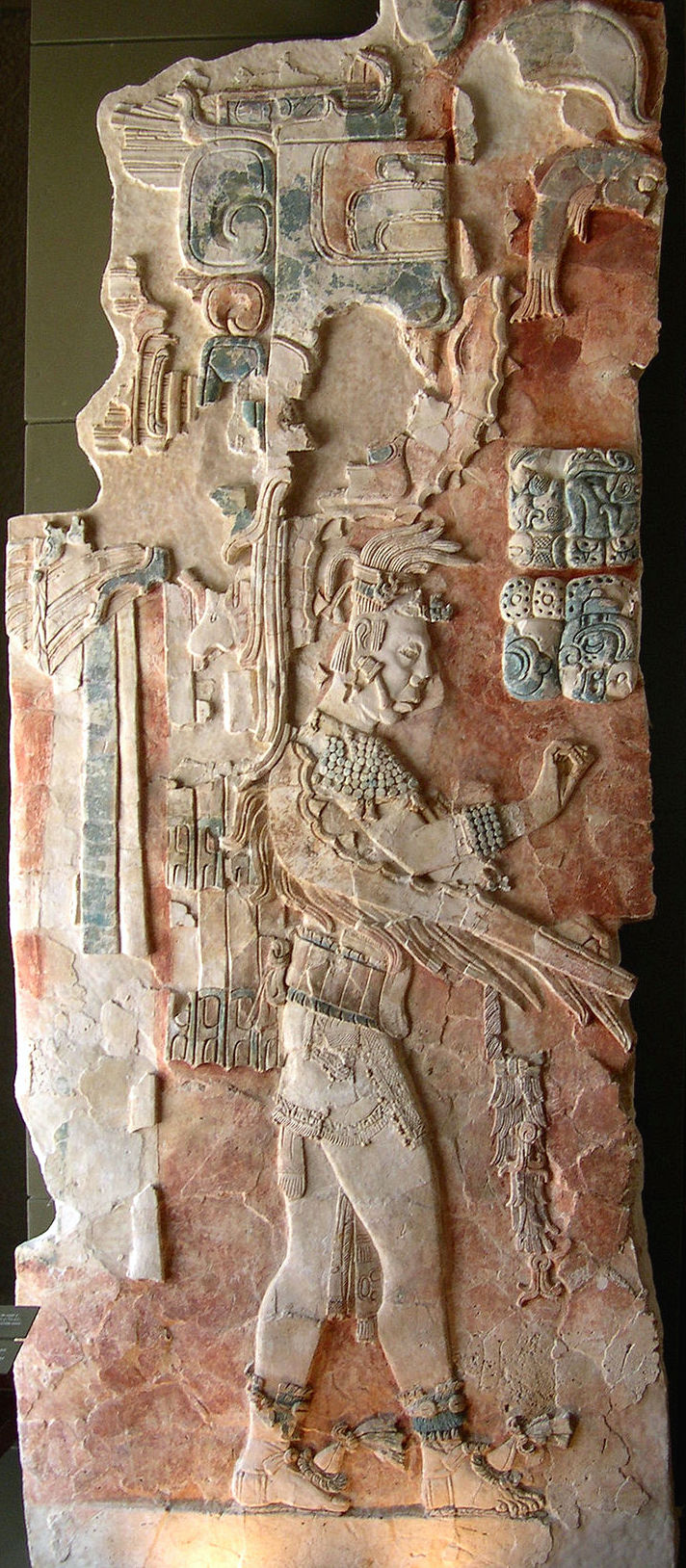
8. századi falmaradvány (Palenquei múzeum)
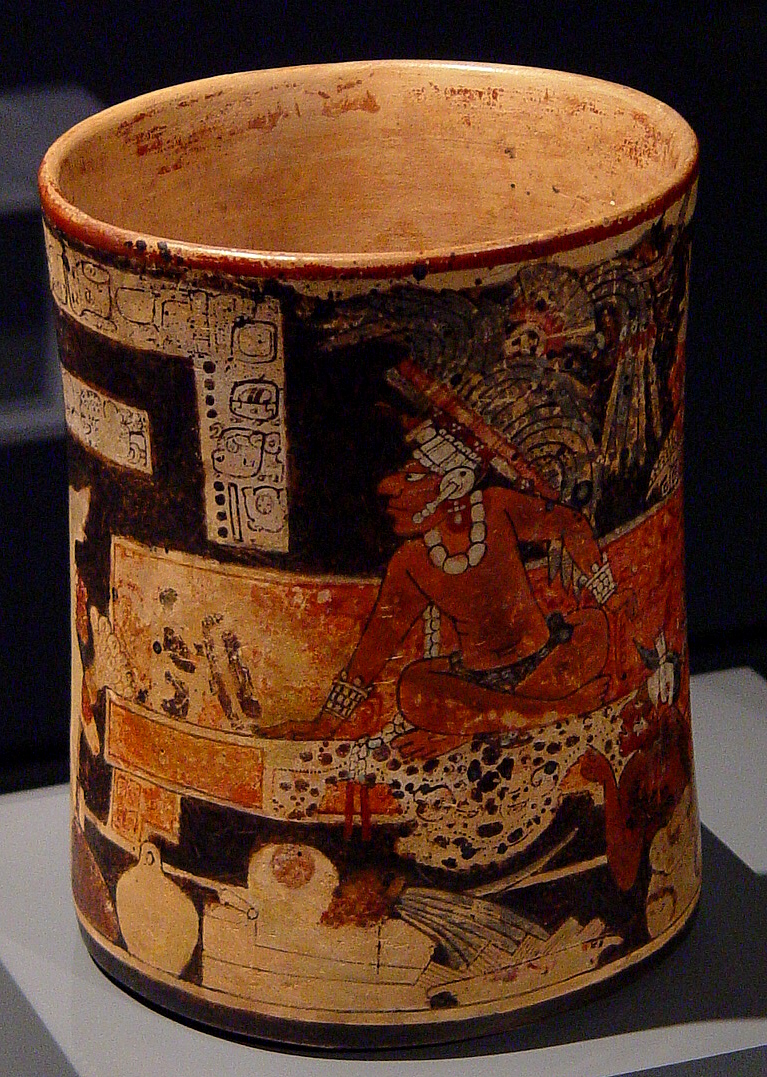
Edényfestmény; jaguárbőrön trónoló maja herceg (8. század)
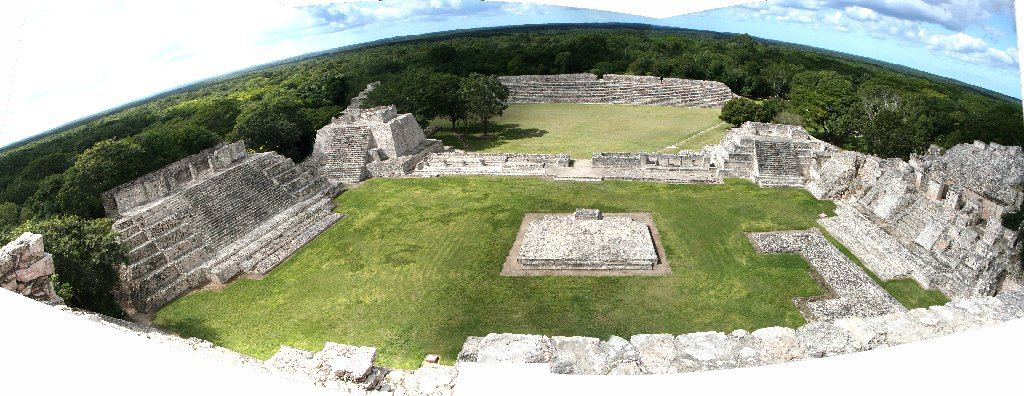
Edzná kultikus tere
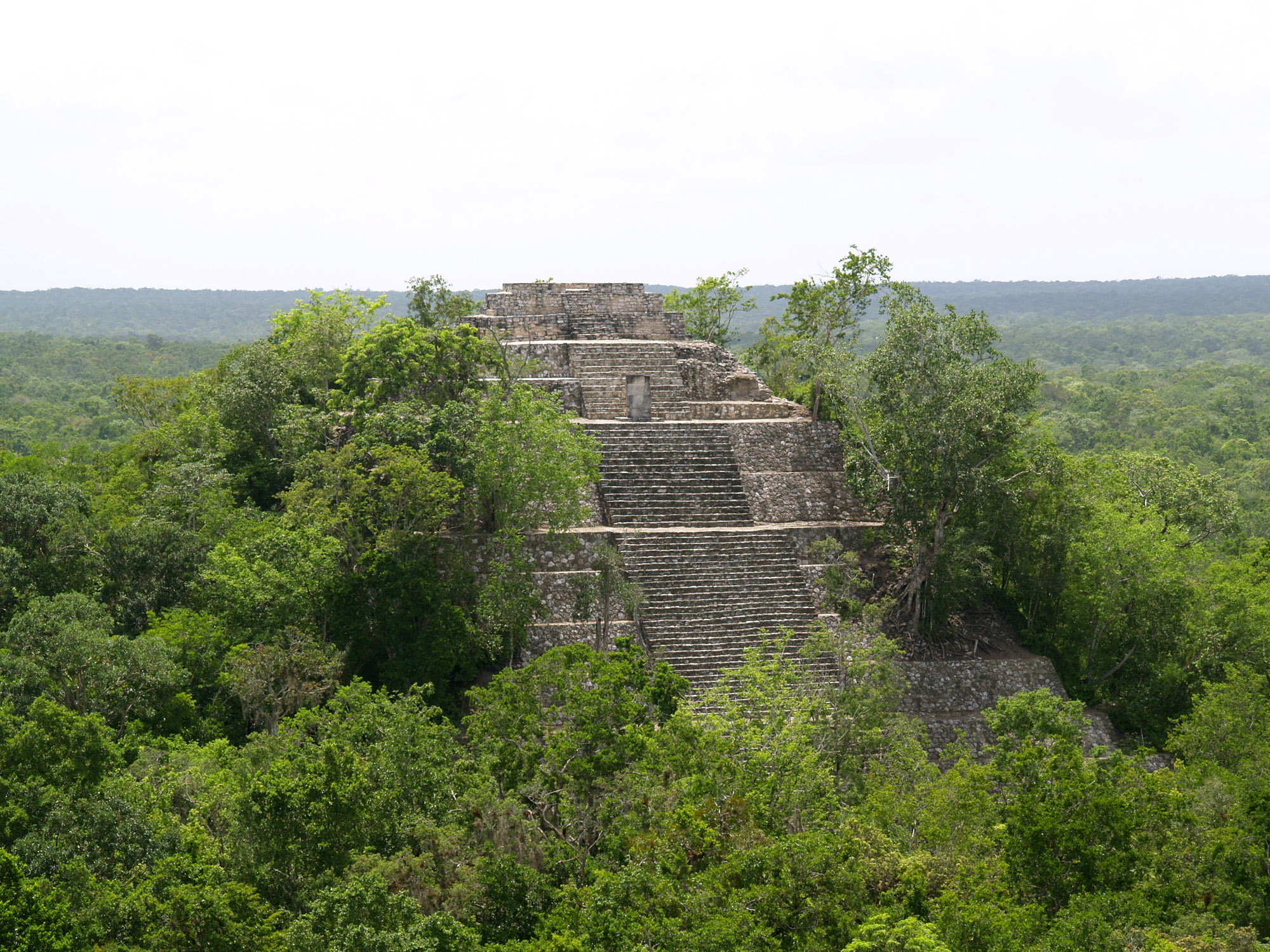
Calakmul a klasszikus kor jelentős városai közé tartozott
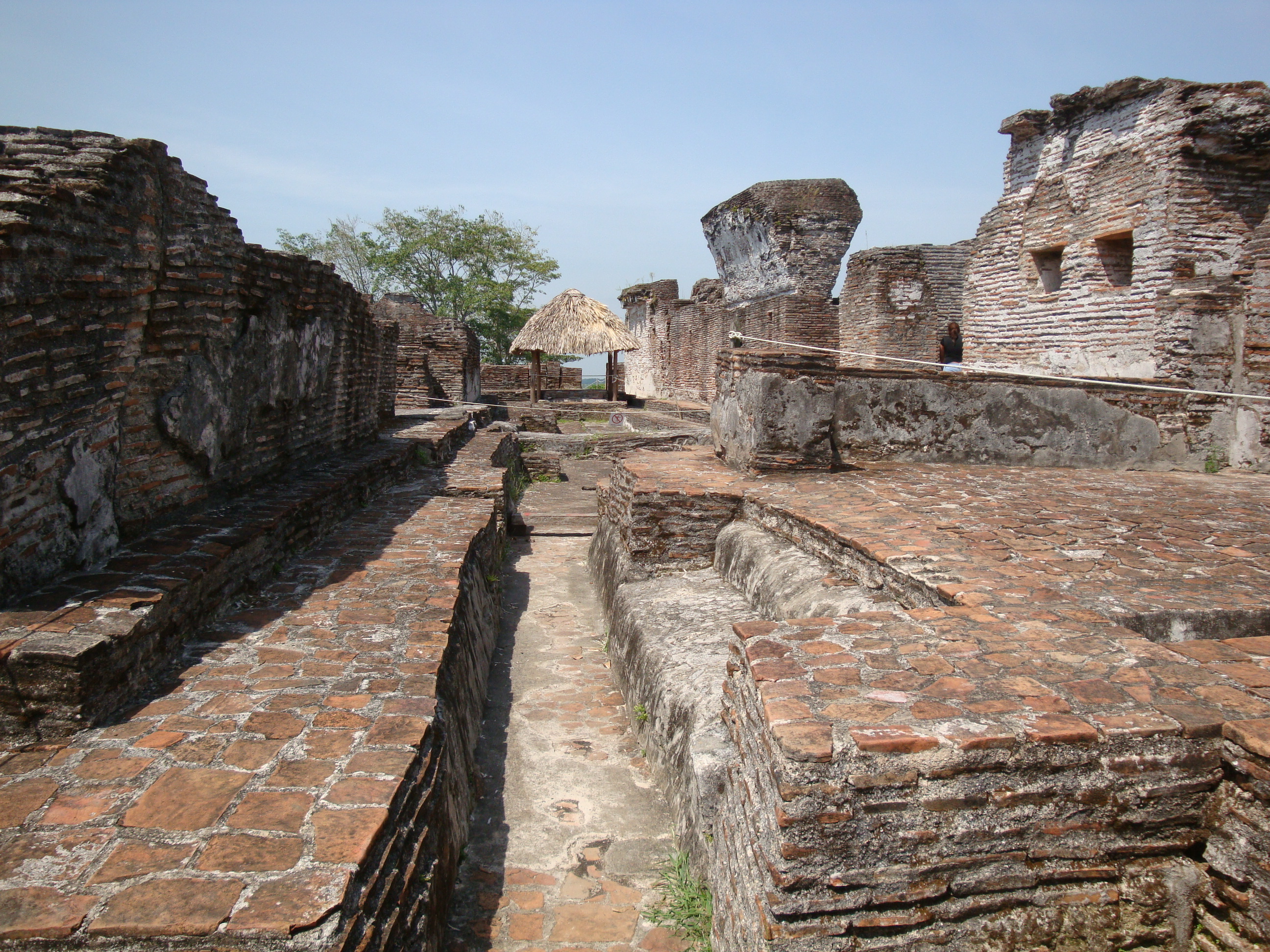
Comalcalco a klasszikus kor fontos városa volt, melynek épületei téglából készültek

### Posztklasszikus kor (kb. 950–1540)
Az előző kor városai elszórtan feküdtek Mexikó déli részén, Guatemala és Honduras területén. A 10. század végétől a posztklasszikus kor főbb városi központjai a Yucatán-félsziget északi felén koncentrálódtak.
A putúnok, akiket chontal-majáknak is neveznek, a Mexikói-öböl környékéről (Campeche és Tabasco) érkeztek, és El Petén központi részén telepedtek le. Valószínűleg a putúnok építették a kör alakú templomokat és a fejsze alakú labdajátékpályákat.
A különböző városok és a putúnok – akikre hatottak a Mexikó középső völgyében élő toltékok – közötti háborúk miatt a maja társadalom militarizálása egyre nagyobb méreteket öltött. Bevezették a Tollaskígyó, Ketzalkóatl kultuszát, amelyet maja nyelven Kukulkánnak hívtak.
978 körül az itzá népcsoport elhagyta a délnyugati partot, és letelepedett Chichénben, Yucatánnak azon a részén, ahol a klasszikus kor idején már laktak. Ezen a területen új dinasztiát alapítottak.
A toltékok Mayapánban telepedtek le, és ellenőrzést gyakoroltak a kereskedelmi útvonalak felett. A valószínűleg mexikói eredetű Xiu család feje megalapította Uxmal városát.
Három város, Chichén Itzá, Mayapán és Uxmal megalakította a Maja konföderációt, amely több mint kétszáz évig kormányozta a maják világát. Ebben az időszakban virágzott a kultúra és a művészet, amelyre hatást gyakoroltak a toltékok, a hatásuk megfigyelhető például Chichén Itzá emlékműveinek stílusán.
A konföderáció 1194-ben felbomlott, és a három város háborúba keveredett egymással. Fél évszázaddal később Mayapán legyőzte Chichén Itzát, lerombolta a várost, a lakosságot rabszolgasorba vetette, és a következő kétszáz évben uralkodott a régió felett. 1441-ben Chichén Itzá majái fellázadtak, amelynek eredményeként Mayapán uralkodócsaládját kiirtották, összeomlottak az isteni monarchiák, és az anarchia és a széthullás időszaka következett, amelyben az önálló apró városállamokat seńoríók vezették.
Fél évszázaddal később a spanyolok érkezésekor a ragyogó maja kultúra már hanyatlott, a társadalom felbomlott, és nem ápolták a régi hagyományokat.

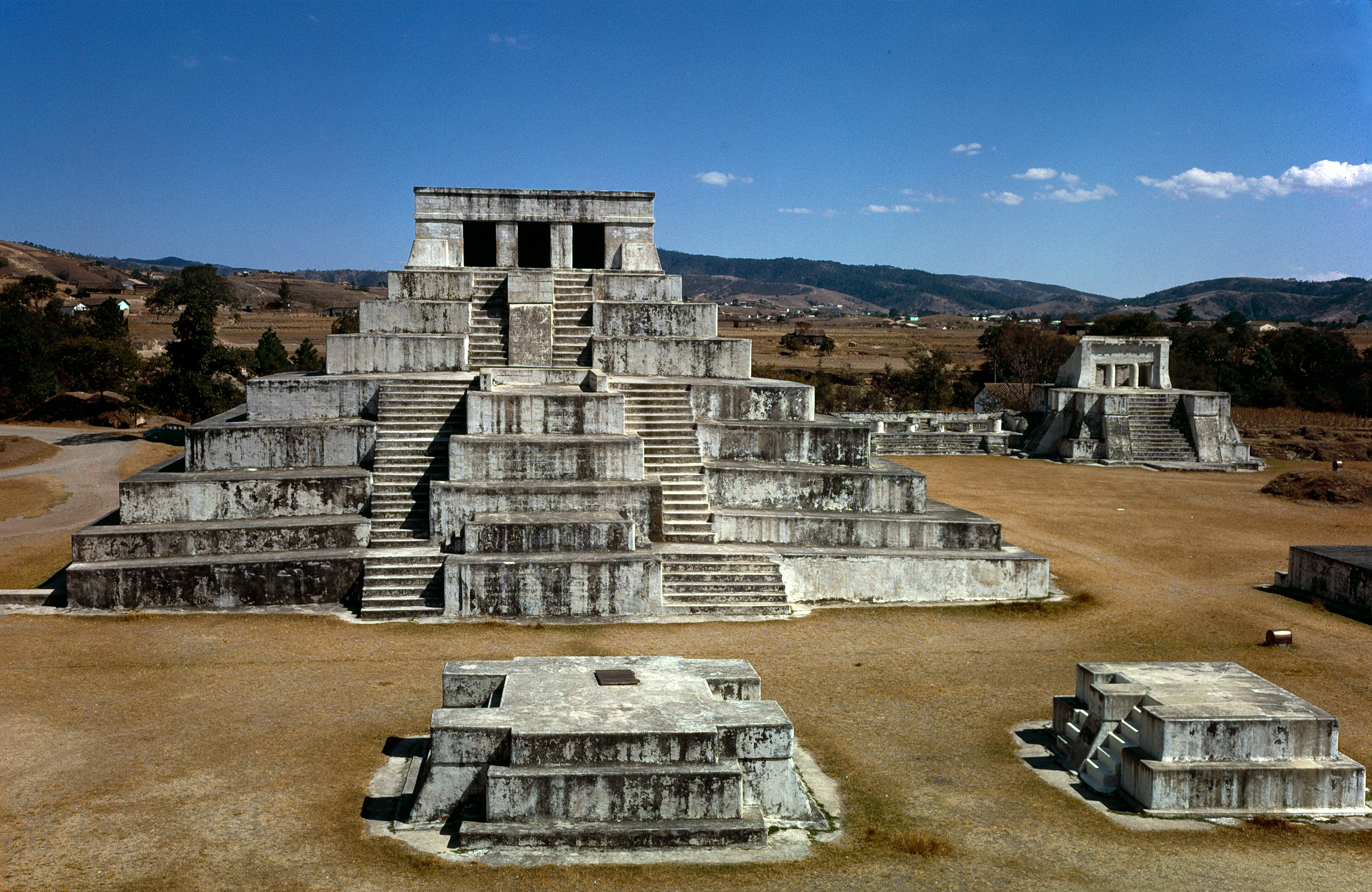
Zaculeu a posztklasszikus mam királyság fővárosa volt a guatemalai felföldön
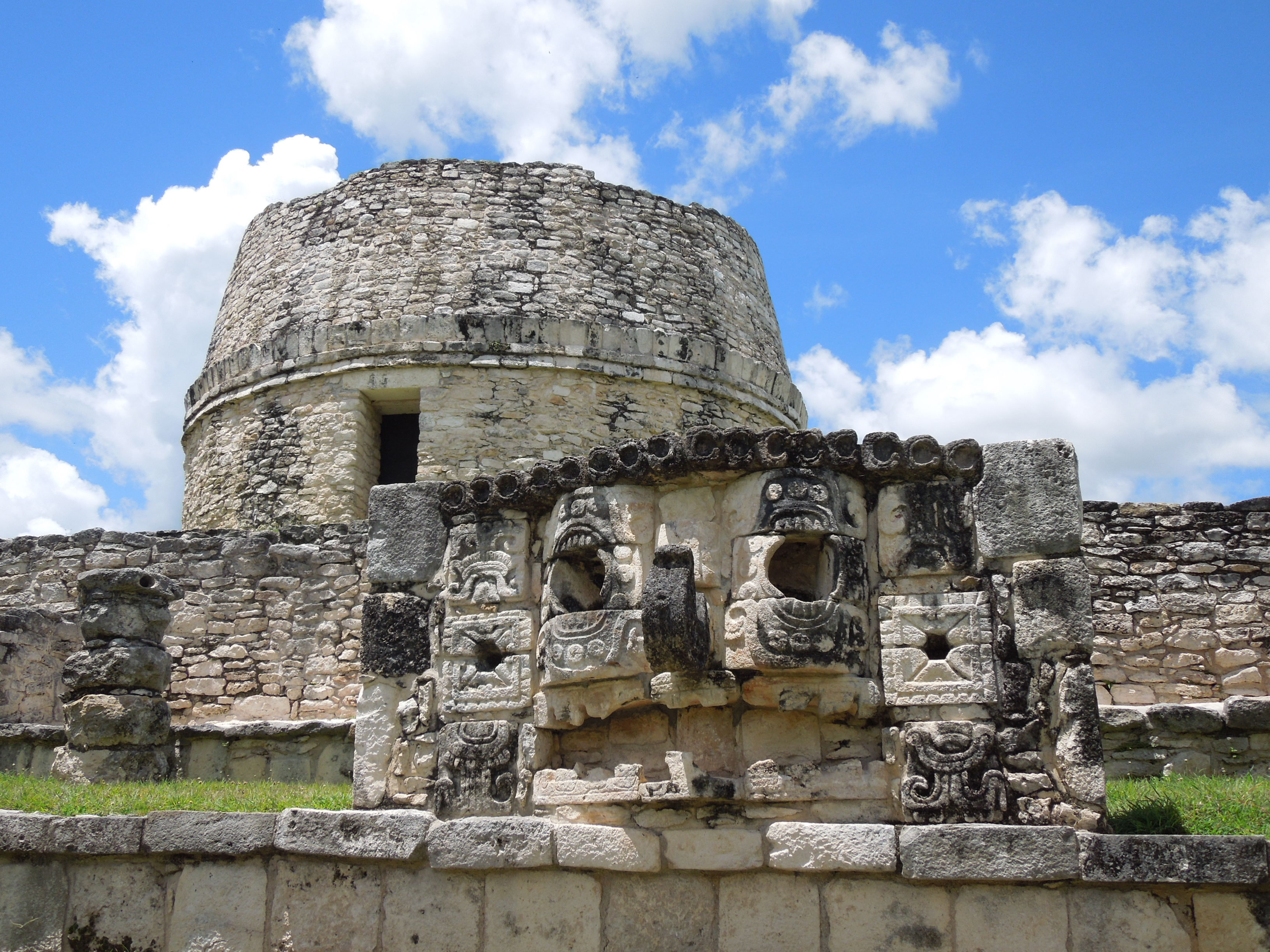
Mayapán fontos város volt a Yucatán-félsziget északi részén
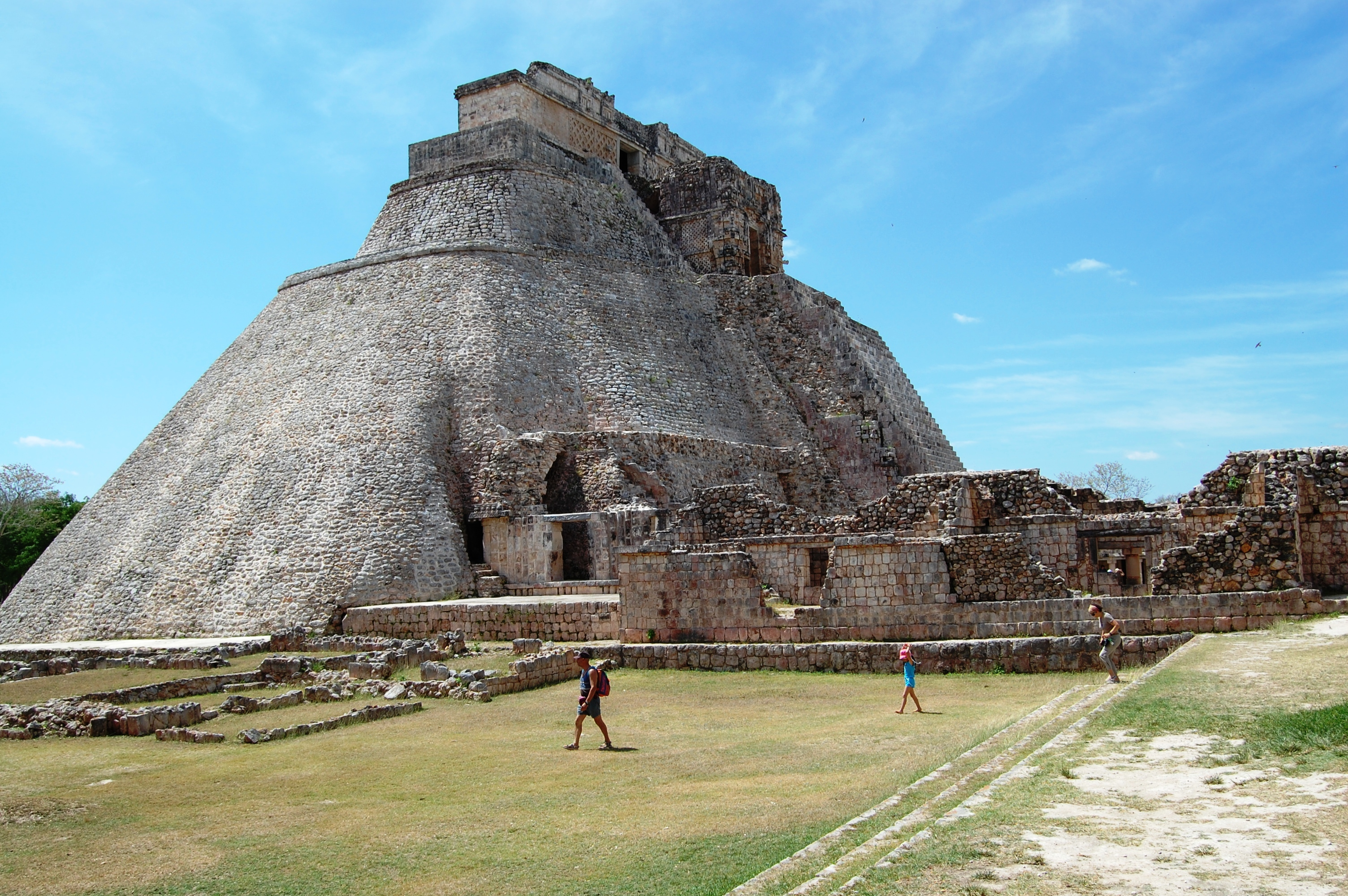
Uxmal Nagy piramisa
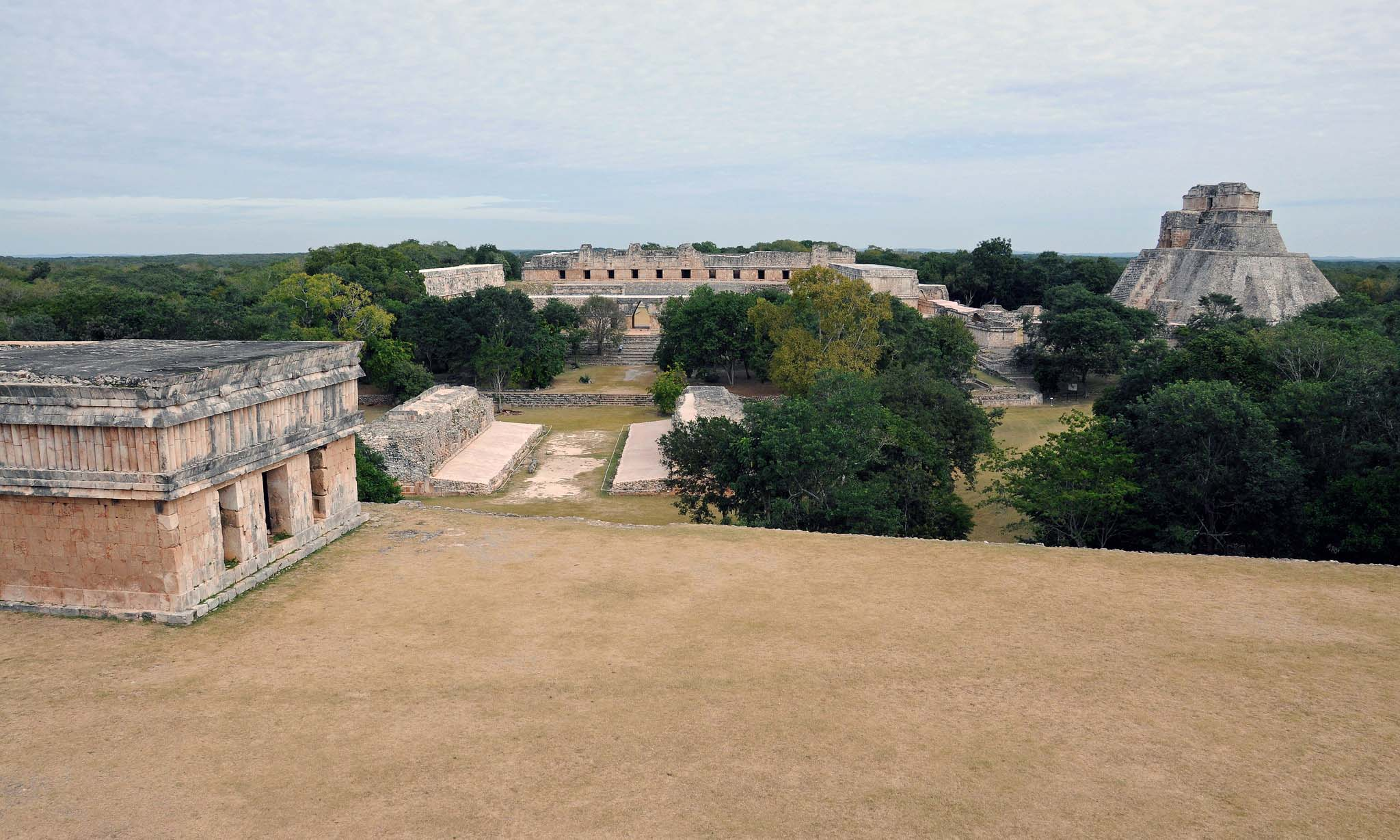
Uxmal romvárosa
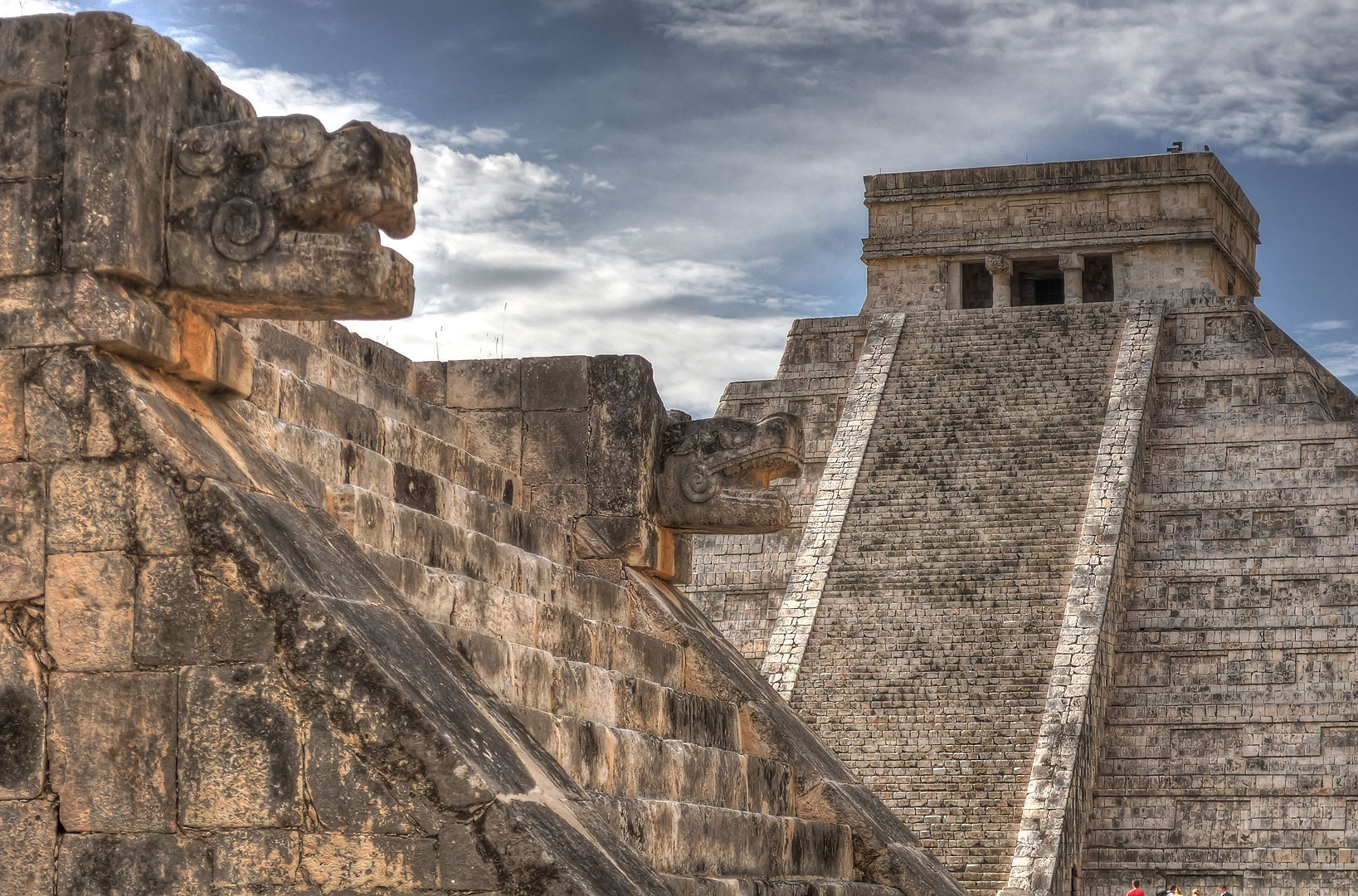
Chichén Itzá
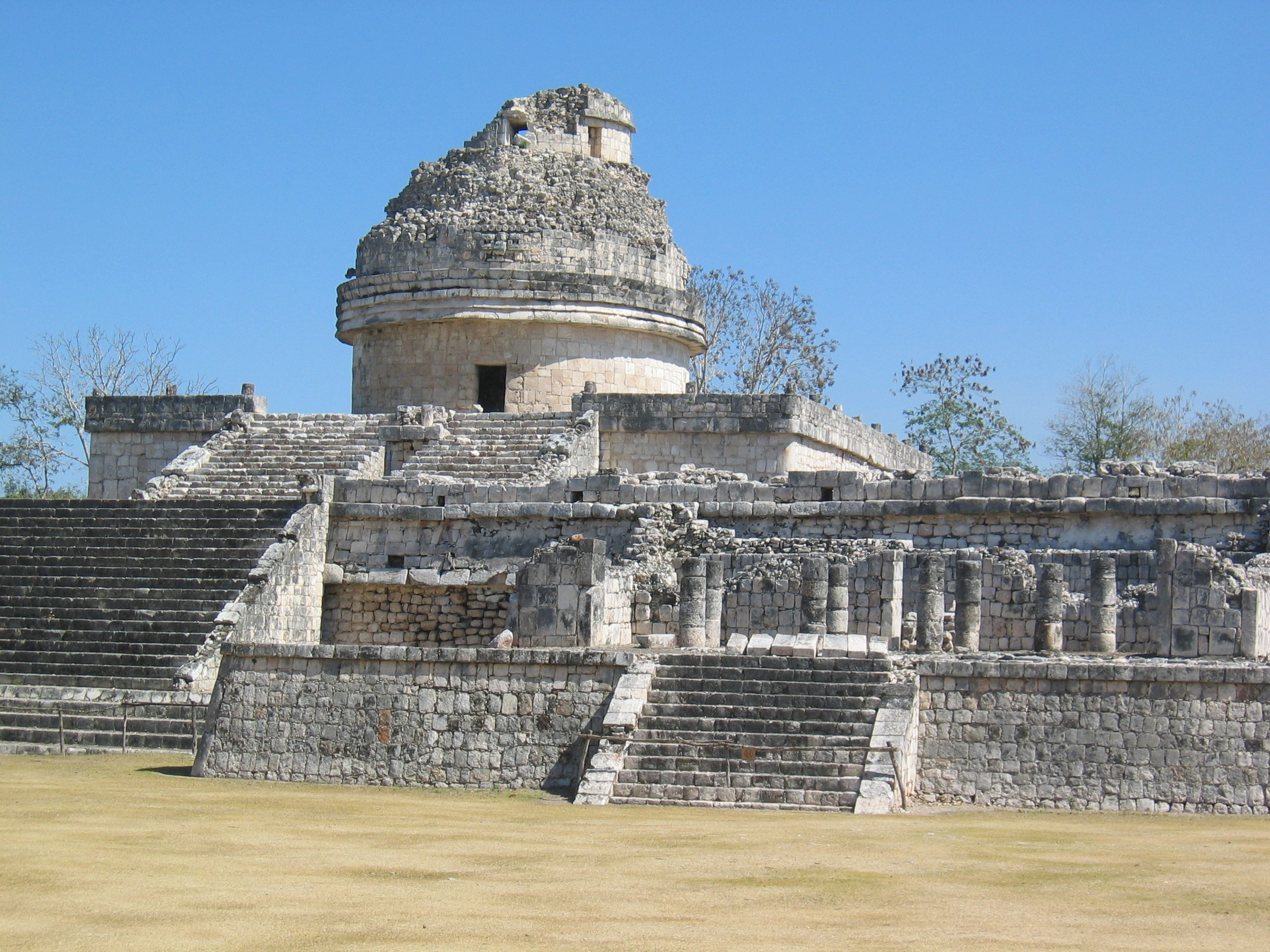
A 900 körül épült Caracol épület Chichén Itzában; valószínűleg csillagászati obszervatórium romjával

### A spanyolokkal való kapcsolat és a hódítás időszaka (1511-1697)

A Yucatán-félsziget fejedelemségei (kucskabal) és főbb városai a 16. század elején

1511-ben 13 spanyol hajótörött szállt partra a Yucatánon, ahol akkoriban kb. 16 független fejedelemség (kucskabal ) létezett. Amikor Hernán Cortés konkvisztádor 1519-ben a Yucatánba érkezett, közülük csak ketten éltek már. Az egyik túlélő, Gerónimo de Aguilar Cortést fordítóként segítette. A másik túlélő, Gonzalo Guerrero továbbra is a majákkal akart élni, és később velük harcolt a spanyolok ellen.
1517 és 1519 között három különálló spanyol expedíció kutatta fel a Yucatán partvidékét, és számos csatát vívott a maja lakosokkal. Miután az azték főváros, Tenocstitlan 1521-ben a spanyolok kezére került, Cortés Pedro de Alvaradót Guatemalába küldte 180 lovassal, 300 gyalogossal, 4 ágyúval és több ezer szövetséges harcossal. A Kicse királyság fővárosa, Qʼumarkaj 1524-ben került Alvarado kezébe. Nem sokkal ezután a spanyolokat szövetségesként hívták meg Iximchébe, a kakcsikel maják fővárosába. A spanyolok túlzott aranyéhsége miatt azonban nem alakultak ki jó kapcsolatok és a város néhány hónap múlva elhagyatottá vált. Ezután következett 1525-ben Zaculeu, a mam maják fővárosának bukása.
1527-ben Francisco de Montejo 400 emberrel hozzákezdett a Yucatán-félsziget leigázásához. Eleinte még a bennszülött lakosságtól is támogatást kapott, de amikor felismerték szándékát, harcba szálltak ellene.
A királyok és a maja társadalom fejlett intézményei már a spanyolok érkezése előtt eltűntek, megkönnyítve ezzel a spanyol hódítók feladatát, akik 1541-re már csaknem az egész Yucatán-félszigetet az uralmuk alá hajtották; bár néhány csoport, például az itzák, még csaknem két évszázadon át folytatták az ellenállást.
1697-ben a spanyol-baszk konkvisztádor, Martín de Ursúa támadást indított az itzák fővárosa, (a mai Guatemala északi részén fekvő) Nojpetén  (Tayasal) ellen, és az utolsó független maja város is a spanyolok kezére került.

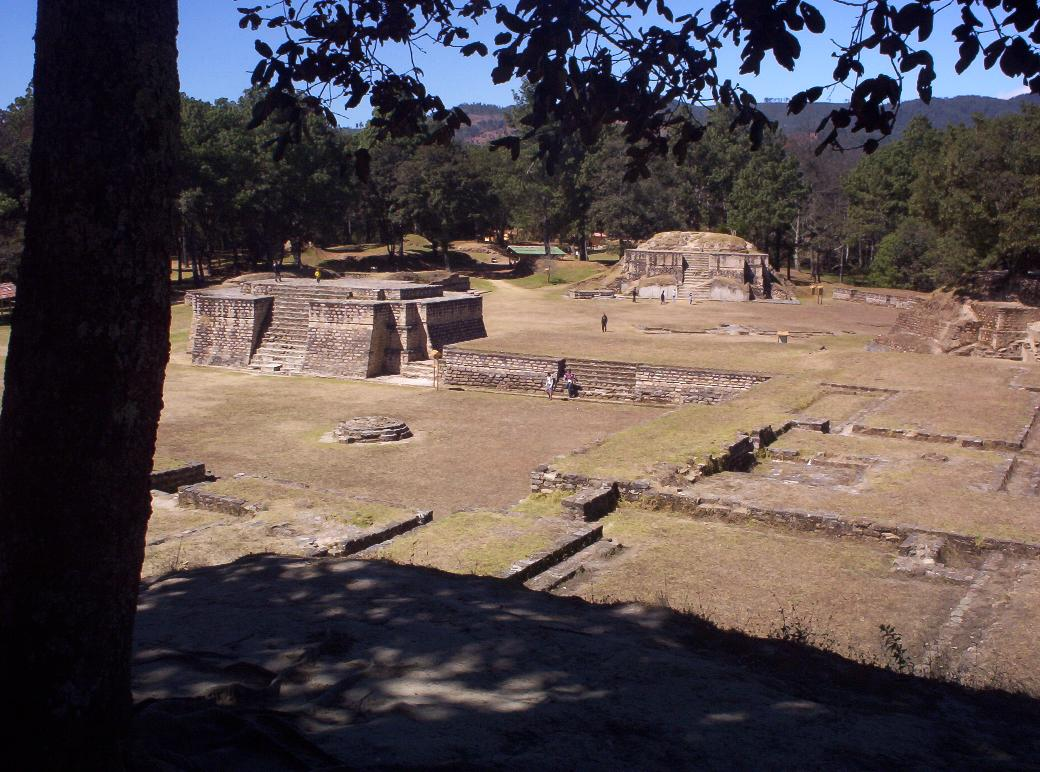
Iximché romjai
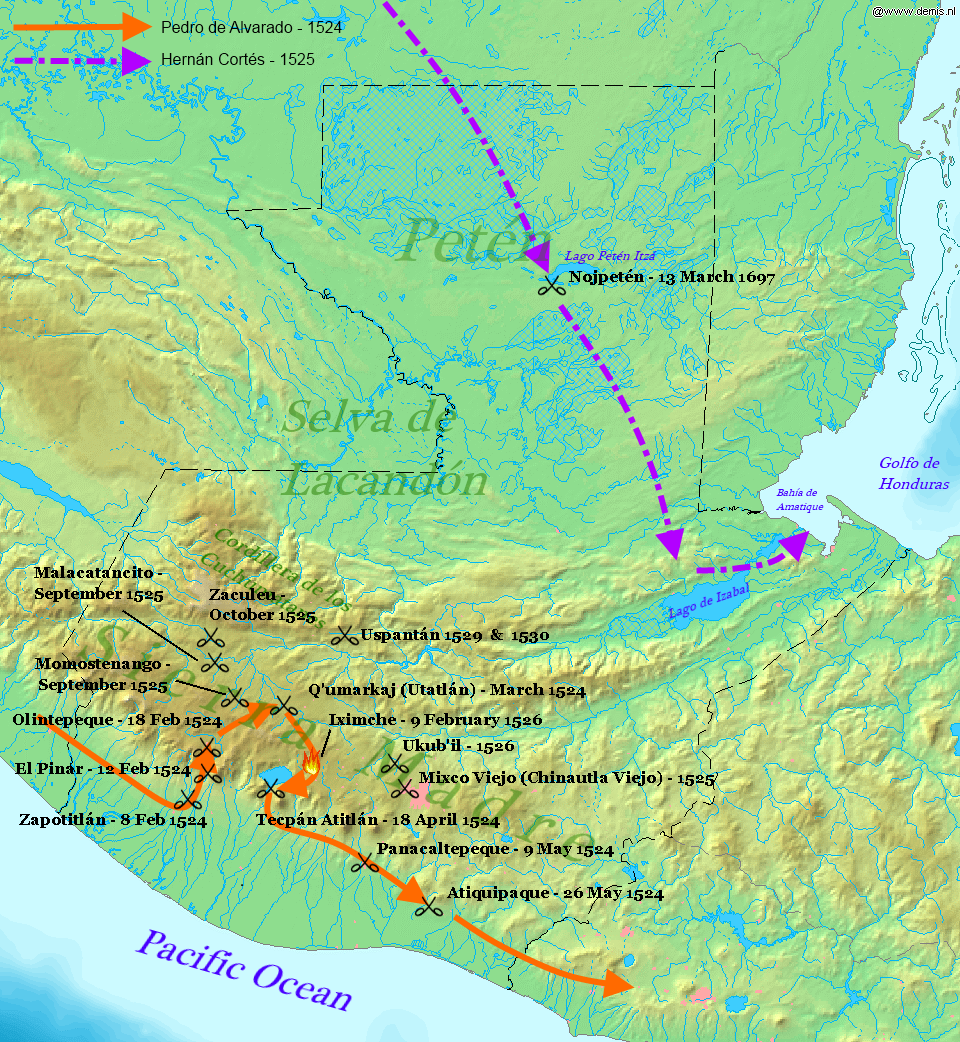
Guatemala meghódításának útvonalai és harci helyszínei
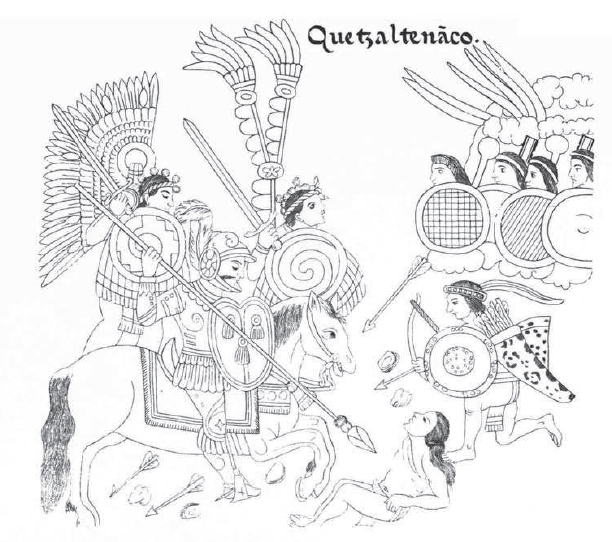
A korabeli Lienzo de Tlaxcala oldala, amely Quetzaltenango meghódítását ábrázolja
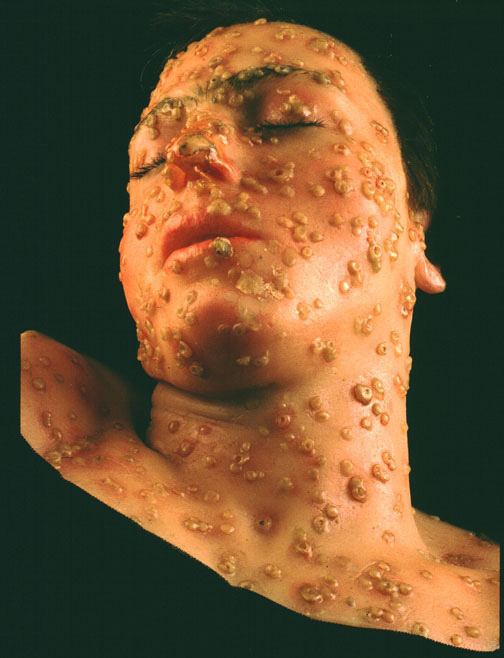
Az európaiak által behurcolt himlő és más betegségek is pusztították Amerika őslakosságát

## Politikai felépítés
A klasszikus kor egyet jelent a kőzeteken álló feliratok felszentelésének hagyományával, amely magában hordozza egy sajátos politikai kultúra és államszervezet legfontosabb jellemzőit. Ez a korszak a „szent urak” politikai hatalmát jelentette. A korszak elején a mai északkelet Petén területén lévő San Bartolóban található falfestményeken már dokumentálható az „ajaw” cím, amely ekkor általánosan egy-egy város uralkodóját jelentette. Több mint háromszáz évvel később Tikal és Uaxactun uralkodói még mindig ugyanezt a címet használták felirataikon, ám valószínűleg már sokkal bonyolultabb, vagyis sokkal rétegzettebb társadalom felett gyakorolták hatalmukat, mint őseik. A maja alföldeken gombamód szaporodtak a kisebb-nagyobb államalakulatok, élükön az istenekkel kapcsolatban álló „ajaw”-val.

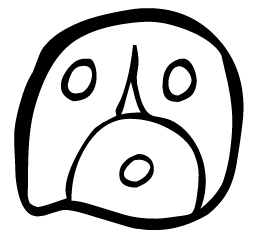
A maja hieroglifa „ajaw”

378-ban Tikalban új dinasztia került hatalomra, mely ma még nem tisztázott módon kapcsolatban állt a mexikói felföldön található Teotihuacan metropolisszal, amelynek uralkodói egy vitatott elmélet szerint kiterjesztették hatalmukat Közép-Amerika nagy részére. Tikal uralkodói ekkortól kezdték el használni a „kalomte” címet, amit mindmáig nem sikerült kellőképp lefordítani, noha az bizonyos, hogy a korai klasszikus korban olyan uralkodók viselték, akik az ajawok felett álltak. Habár sokszor „császár”-ként fordítják, ez nem a legmegfelelőbb, hiszen mindig egynél több „kalomte” volt a maja alföldeken. Később – a 400-as évektől kezdődően – ez a cím a leggyakrabban egy-egy égtájhoz kapcsolódott, ami talán a majáknál meglévő 4-es szám mitológiában betöltött szerepével hozható összefüggésbe. Így jelent meg a nyugati („ochk'in”), déli („nohol”), keleti („lak'in”) és északi („xaman”) „kalomte”, amely elsősorban nem földrajzi, hanem politikai pozíciót jelölt. Tikal és a hozzá közel álló uralkodóházak a nyugati, Copán a nyugati és a déli, még Calakmul a keleti vagy déli és Ek Balam az északi „kalomte” címet használta.

## Művészet

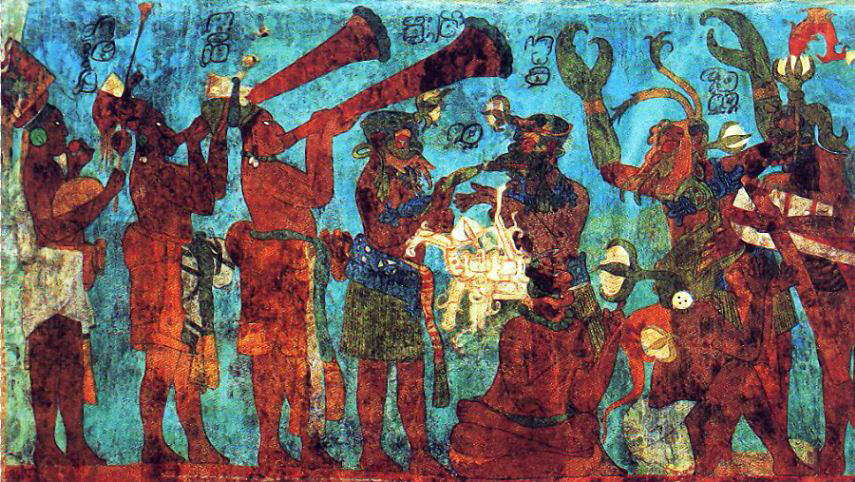
Bonampaki freskó zenészekkel és táncosokkal

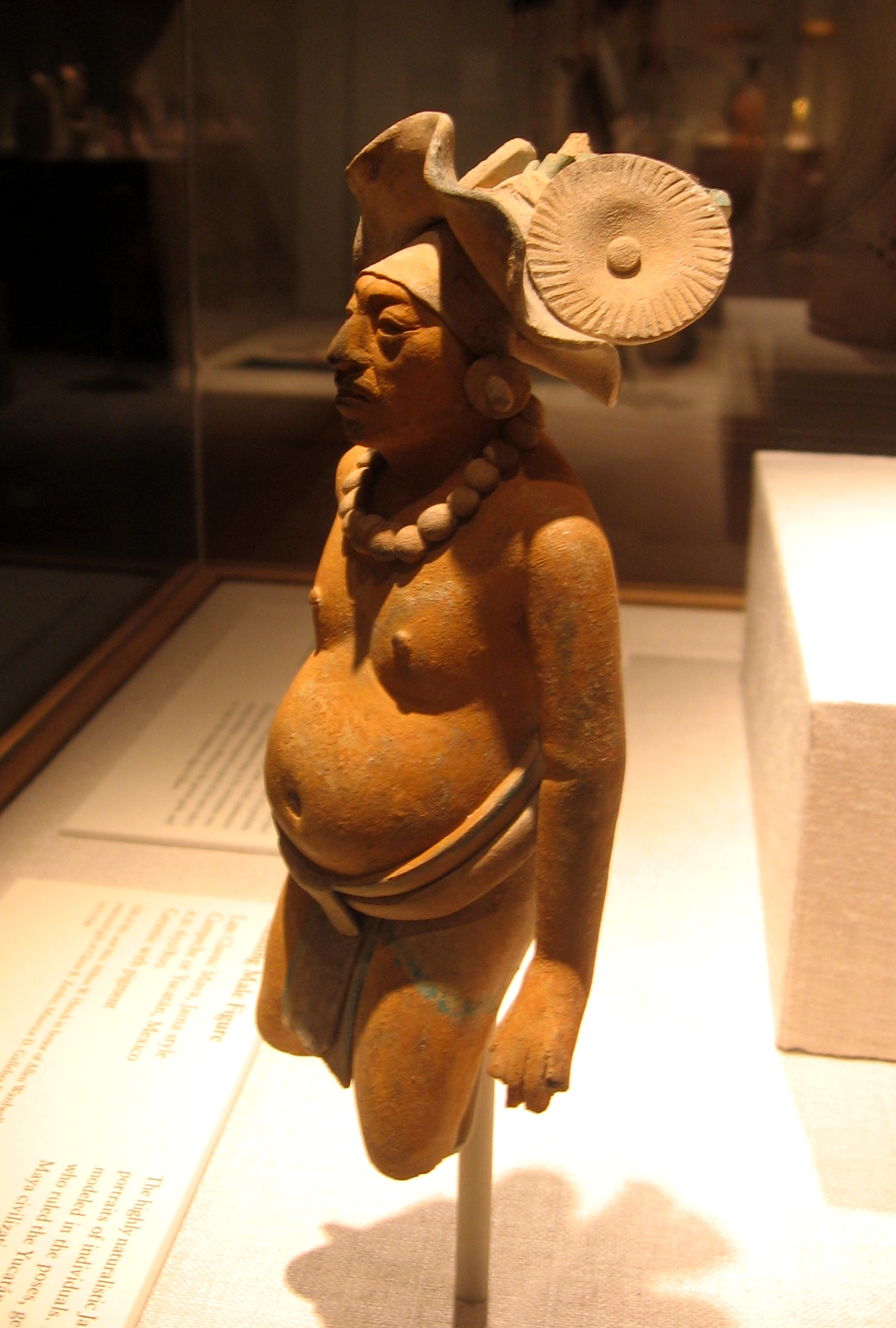
Kerámia a klasszikus korból (650-800)

A maja művészet lényegében a királyi udvar művészete. Szinte kizárólag a maja elittel és az ő világukkal foglalkozik. Bár a fennmaradt művészet a maják által létrehozott művészetnek csak egy kis részét adja, szélesebb választékot képvisel, mint bármely más amerikai művészeti hagyaték.
A művészet a klasszikus korszakban (i. sz. 250-900) volt a legjelentősebb. Különböző területeken eltérő szobrászat, festészet és építészet fejlődött ki, amit Mexikó változatos domborzata, növényzete és az itt található ásványkincsek tettek változatossá. A maják legtöbbször emberalakokat, például előkelők és tisztségviselők életének jeleneteit ábrázolták, akik fényűző ruhát, színes tollfejdíszt és öltözéket viseltek az ünnepségeken (innen tudunk az öltözködési szokásaikról is).
A maja kőszobrászat teljesen kifejlett hagyományként került be a régészeti feljegyzésekbe, és arra utal, hogy a faszobrászat hagyományából fejlődhetett ki. Yaxchilan, Dos Pilas, Copán és más városokban a kőlépcsőket szobrokkal díszítették. 
A kőből készült maja sztélék széles körben elterjedtek a városokban.
A késő preklasszikus korban óriási stukkómaszkokat használtak az építmények homlokzatainak díszítésére, és ez a díszítés a klasszikus korszakban is folytatódott. Az emberfejű kőmaszkok a templomok és paloták faláról félelmet keltő grimasszal bámultak le a látogatóra. A falakból és az oszlopokból gyakran csillogó szemű, félelmetes fogazatú kígyók és más szörnyek fejei emelkedtek ki.
A falfestmények közül nem sok maradt fenn. A leghíresebbek Bonampakban találhatók, ezek harci jeleneteket, csata előtti szertartásokat, emberáldozatokat ábrázolnak.
Az anyagművészetet is a sokszínűség és az antropomorfizmus jellemezte, főleg a temetkezési szokásokhoz köthető.

### Építészet
A maják kiterjedt építészeti örökséget hagytak hátra, amelyek különféle művészeti formákat és hieroglif szövegeket is magában foglalnak.
Egy klasszikus korabeli város, mint például Tikal, 20 km²-en terült el, a városmag pedig 6 km²-t fedett le. Egy ilyen város felépítéséhez óriási munka volt szükséges. A maják által emelt legmasszívabb építmények a preklasszikus időszakban épültek.
Építészetük legnagyobb remekei a templomok és paloták voltak. A templomokat a hieroglifák néha kʼuh nah-nak nevezték , ami azt jelenti, hogy "isten háza". Emelvényekre emelték őket, leggyakrabban piramisra. A templomi szentélyek egy-három helyiségből álltak, és fontos istenségeknek szentelték őket. Egy ilyen istenség lehetett a város egyik védőistene vagy egy istenített őse. Általánosságban elmondható, hogy a szabadon álló piramisok a nagy tekintélyű ősök tiszteletére szolgáló szentélyek voltak.
Nagyon kevés több oszloppal díszített csarnok maradt fenn az utókorra. A Chichén Itzában található Harcosok temploma viszont azt mutatja, hogy ezek a maja építmények felvették a versenyt az ősi egyiptomiakkal.
Az építmények közül az egyik leghíresebbek Palenque városában találhatóak és a kései klasszikus korban (i. sz. 600-900) épültek. A legjobb állapotban fennmaradt építmények a Feliratok Temploma, a Palota és a Naptemplom. Ezeken jól megfigyelhetők a maja építészet jellegzetességei: a csipkézett párkányok, a díszített ajtófélfák, a lépcsősorok és az úgynevezett maja boltív.

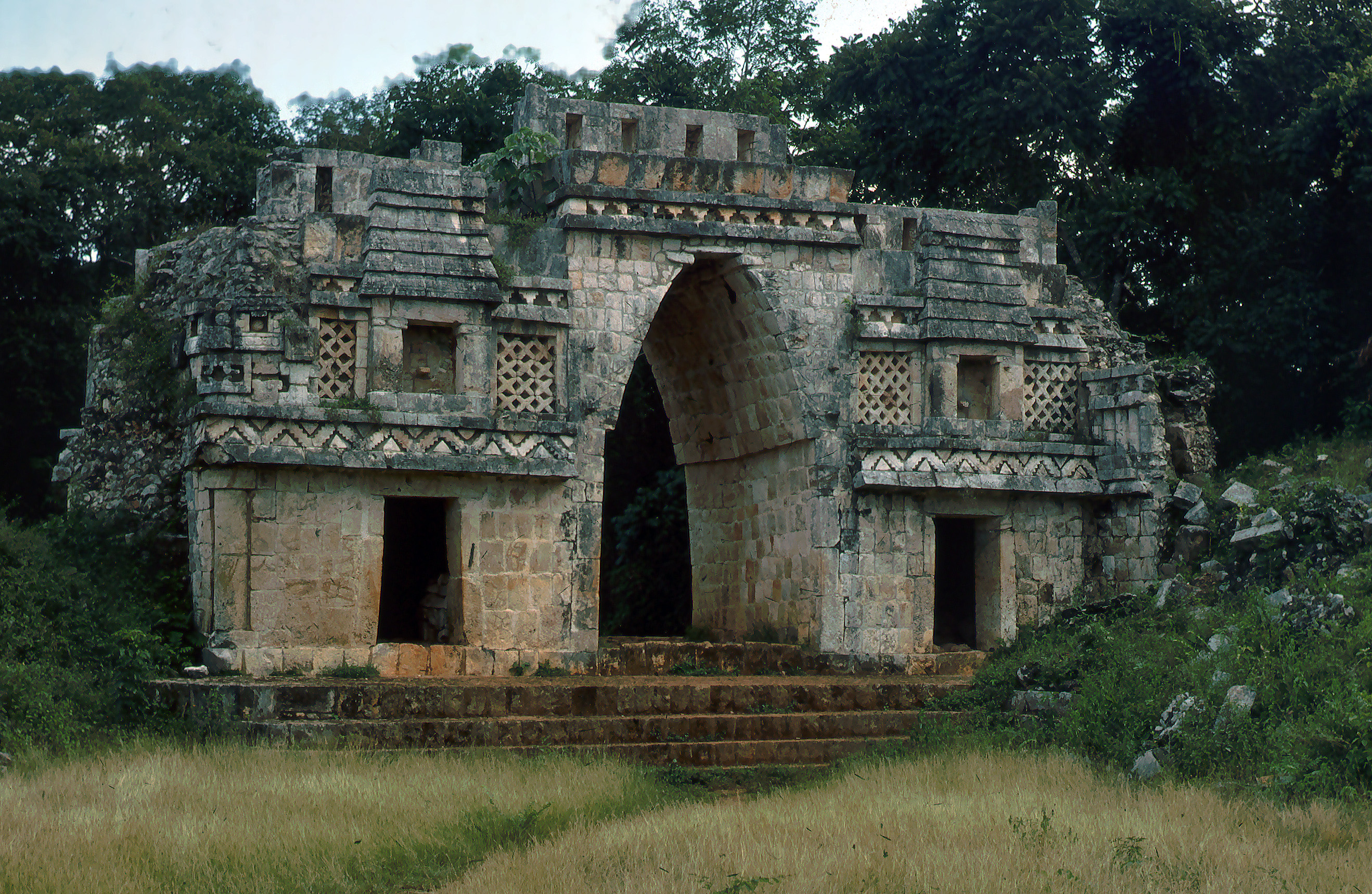
Puuc-stílusú kapu Labnában
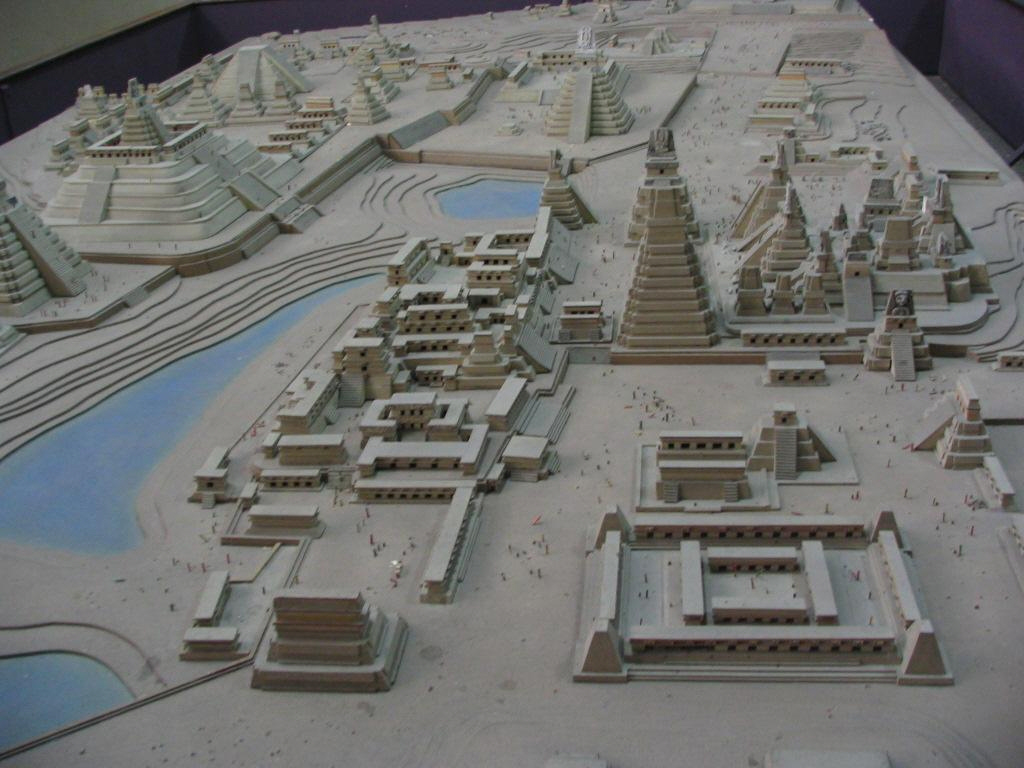
Tikal 8. századi városmagjának rekonstrukciója
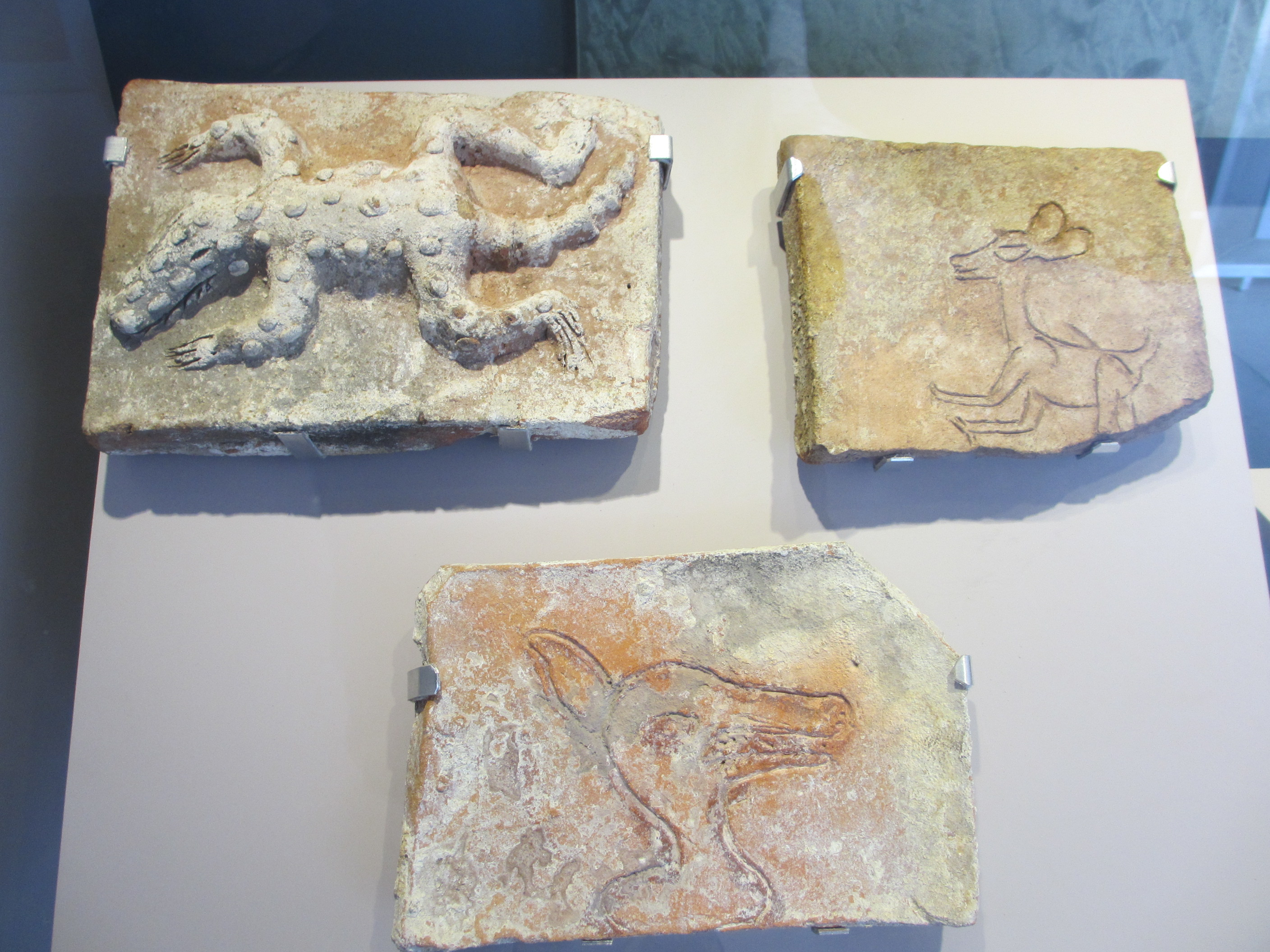
Égetett téglák állati mintákkal; Comalcalco
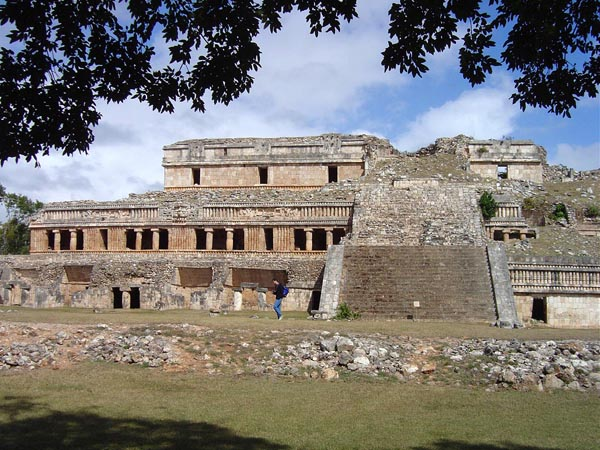
Palotakomplexum Sayilben, a Yucatán északi részén
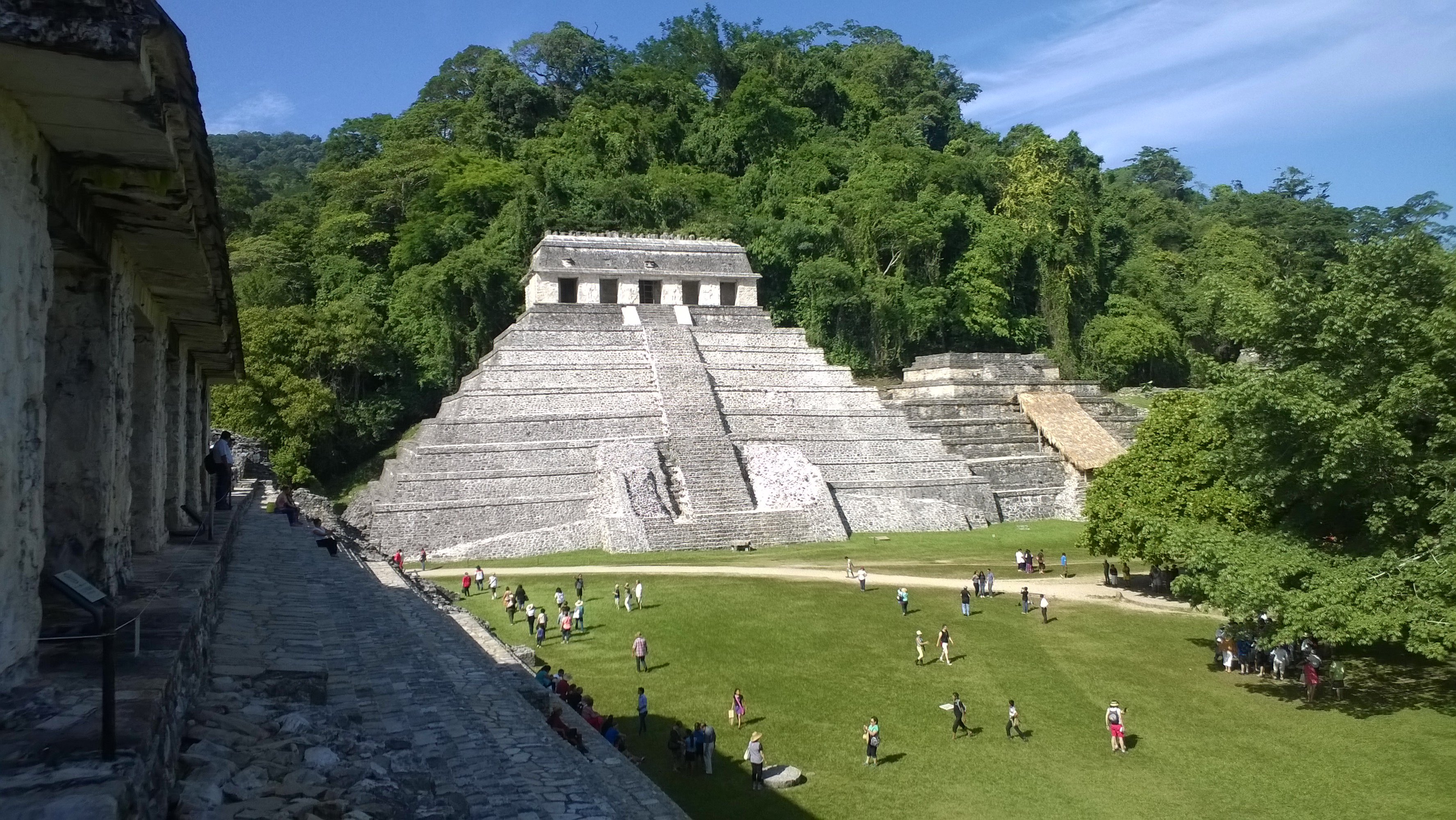
Palenque, a Feliratok Temploma
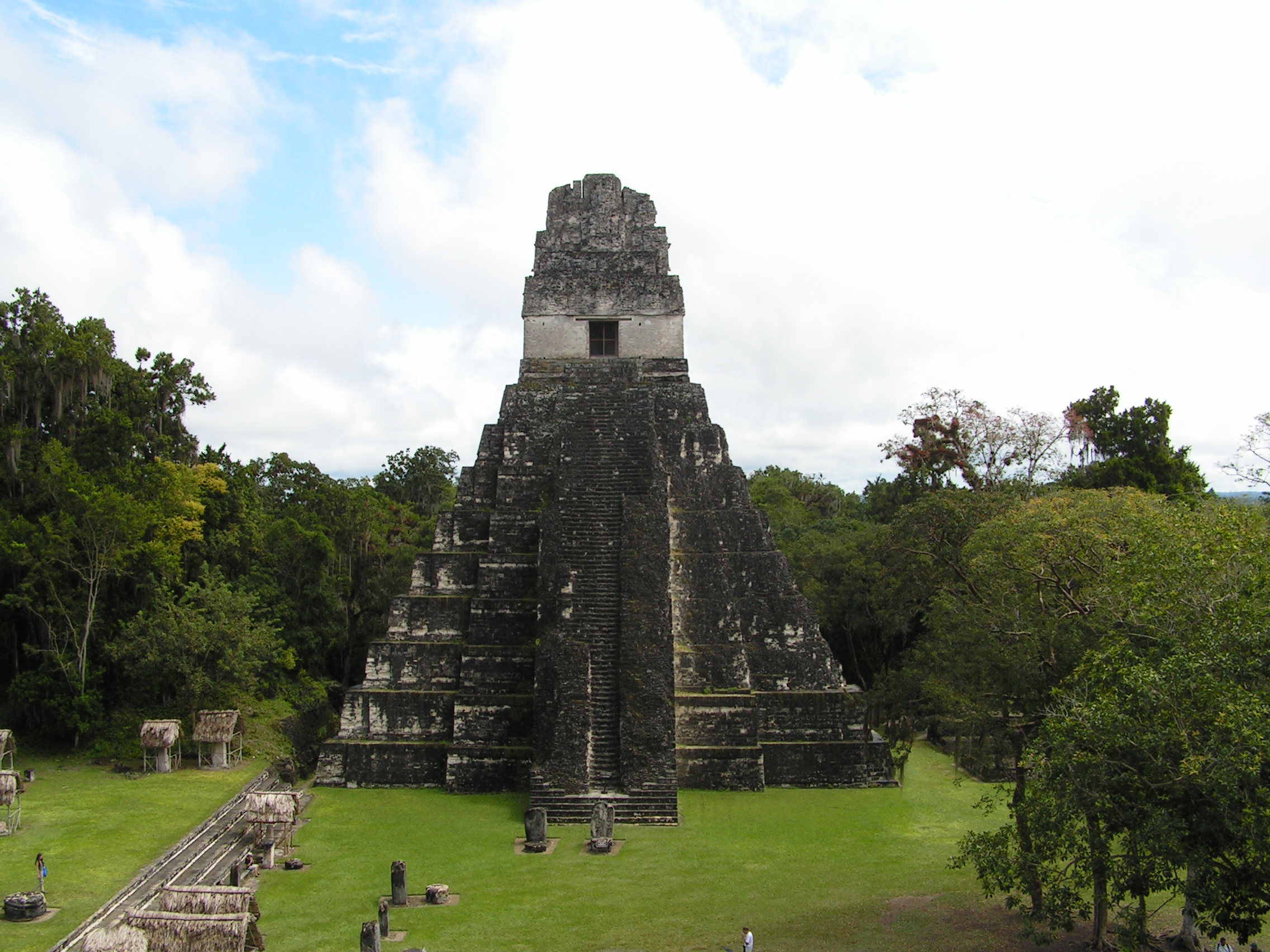
A tikali I. templom I. Jasaw Chan Kʼawiil király (682–734) tiszteletére épült

## Technika
A maják a csillagászatban és a matematikában olyan magas szinten álltak, amilyenre az európai civilizációk csak később érkeztek el. Tanulmányozták az égitestek mozgását, ismerték a napéjegyenlőséget és pontos naptárakat készítettek. A tudományos felismeréseket azonban a nép életében kevésbé hasznosították. Például ismerték a kereket, de csak gyerekjátékoknál használták, szállítási célokra nem. A nép nagy részének életfeltételei primitívek voltak. Kőkorszaki eszközökkel szántottak, az eke és az igavonó állat fogalma ismeretlen volt. Mégis létezett a luxusjavak távolsági kereskedelme és a hétköznapi élet fejletlen technikája csodálatos iparművészettel párosult.

A maja számok

## Matematika
Az írásrendszerrel ellentétben rendkívül egyszerűen megfejthető a maják számrendszere. A számokat függőlegesen, alulról felfelé írták úgy, hogy a legalacsonyabb értékű szám volt alul, a legmagasabb pedig legfelül. A számok leírásához pontot és vonalat használtak. A nullát egy kagylóval ábrázolták, egy pont az egyet jelentette, egy vonal az ötöt (például a 13 az 2 vonalból és 3 pontból, a 19 az 3 vonalból és 4 pontból állt).

## Vallás

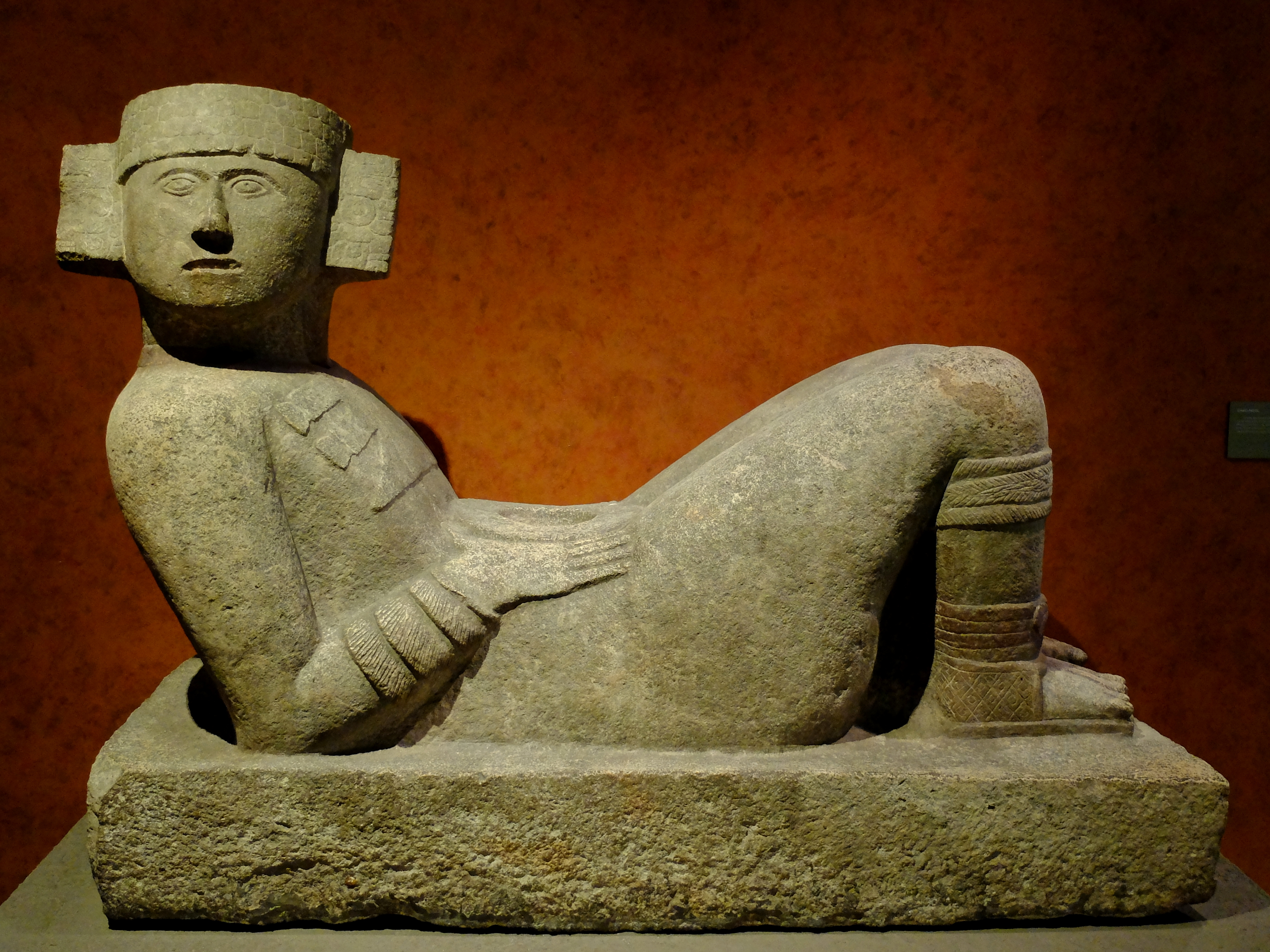
A csak-mool szobortípus a posztklasszikus korszak elején jelent meg Közép-Amerikában. Úgy tartják, hogy áldozati oltár volt, és a közepén levő kőtálat arra szánták, hogy áldozatot helyezzenek rá (ami gyakran emberi szív volt).

Mezo-Amerika többi részéhez hasonlóan a maják is egy természetfeletti birodalomban hittek, ahol hatalmas istenségek élnek, akiket szertartásos felajánlásokkal és rituális gyakorlatokkal kellett megnyugtatni. A maja vallásgyakorlat magja az elhunyt ősök tisztelete volt, akik közbenjártak élő leszármazottjaikért a természetfeletti birodalommal való érintkezésben. A legkorábbi közvetítők az emberek és a természetfeletti között a sámánok voltak. A klasszikus időszakban az uralkodó volt a főpap, és közvetítő a halandók és az istenségek között. A posztklasszikus korszakra a vallási hangsúly megváltozott; megnövekedett az istenképek imádata, és gyakrabban folyamodtak emberáldozathoz.
A világ szerintük egy mágikus hely, melyet isteni mágia tölt be, amely a földi és a mennyei világot köti össze. A mindenséget erősen strukturáltnak tekintették. Tizenhárom szint volt a mennyben és kilenc az alvilágban, köztük pedig a halandók világa.
Véleményük szerint, a jelenlegi világ többszöri teremtés eredménye. A Popol Vuh szerint jelen világunk a negyedik teremtés (az aztékok szerint az ötödik) során jött létre. A negyedik teremtés 4 Ahan 8 Cumku napján (keresztény időszámítás szerint i. e. 3114. augusztus 13-án) következett be.
A maja kultúra romjainak feltűnő jellegzetessége a vallási építmények dominanciája. Egyáltalán maga a vallás és annak működtetői (pl. papok) kimagasló fontosságú szerepet játszottak a klasszikus maják életében. A klasszikus idő városállamait többnyire királyok irányították, akik egyben a legmagasabb vagy az egyik legfontosabb vallási szerepet is betöltötték. Ábrázolások alapján is látszik, hogy az uralkodóknak és a maja társadalom vezető rétegének is alá kellett magukat vetniük a gyakran kegyetlen vallási szertartásoknak.
Vallási, szakrális jelentőséggel bírtak a maja városokat összekötő utak, a sacbék is. Egy kutató még az 1840-es években is megfigyelte, hogy amikor az őslakók keresztülmennek egy ilyen úton, rövid imákat mondanak el.

### Labdajáték

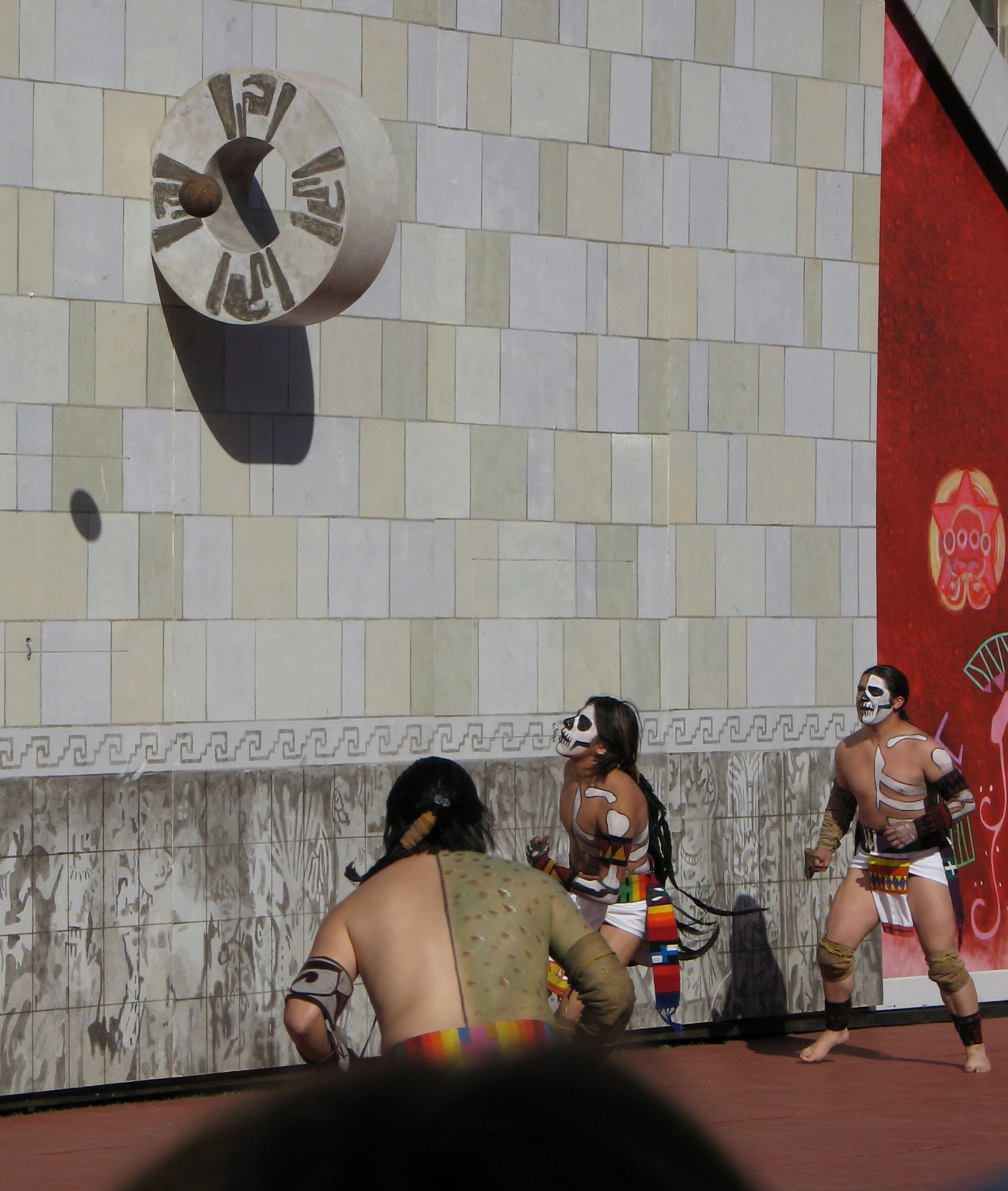
Mai maja indiánok a hagyományos labdajátékot játsszák

Vallási, rituálés szerepet töltött be a labdajáték , amellyel a kozmosz működését akarták szemléltetni. Külön erre a célra szánt hosszúkás pályákon játszottak, amelyet földből építettek, kőfalakkal védve. A játék a kosárlabdához hasonlatos: gumiból készült labdát kellett a pálya végén elhelyezett 20–25 cm-es körgyűrűn átdobni. A játékosok bőr könyök-, térd- és fejvédőket hordtak. A játék, úgy ahogy a vallásuk is, a jó és rossz harcáról szólt. A nyertes csapat tagjait a játék végeztével feláldozták. Ezt az áldozatok megtiszteltetésként és dicsőségként kellett, hogy értelmezzék. Az áldozati szertartás meglehetősen kegyetlen volt: papok végezték a pályán vagy a templomban, melynek során obszidián pengével felvágták az áldozatokat, majd kiemelték még dobogó szívüket. A játék elterjedésével megjelentek az ún. tzompantlik , a koponyatartó állványok.
Kolumbusz előtti labdapályákat egész Mezo-Amerikában találtak, például Copánban, dél felé egészen a mai Nicaragua határáig.
Maja területen a legnagyobb épen maradt labdajátéktér Chichén Itzában található.

### Idő és kozmosz
A többi közép-amerikai néphez hasonlóan a maják is hittek az idő ciklikus jellegében. A szertartások és ceremóniák szorosan kötődtek a természet égi és földi körforgásához. Rendszeresen megfigyelték a folyton visszatérő folyamatokat, és különféle kalendáriumokba jegyezték fel őket. A maja főpap feladatai közé tartozott a ciklusok értelmezése, amit főleg azáltal ért el, hogy a különféle méréseket számszerűen egymáshoz viszonyította. Jóslatuk szerint az ötödik (utolsó) Nap ideje, amiben most élünk, 2012. december 21-én egy mindent elnyelő árvíz következtében fejeződik be, amit a világűr újjászületése követ majd. Sok maja vallási hagyomány képezi ma is tudományos viták tárgyát, biztosnak csak az tűnik, hogy a maják a világot három részre osztották: alvilágra, Földre és Égre.

### Istenek és áldozatok

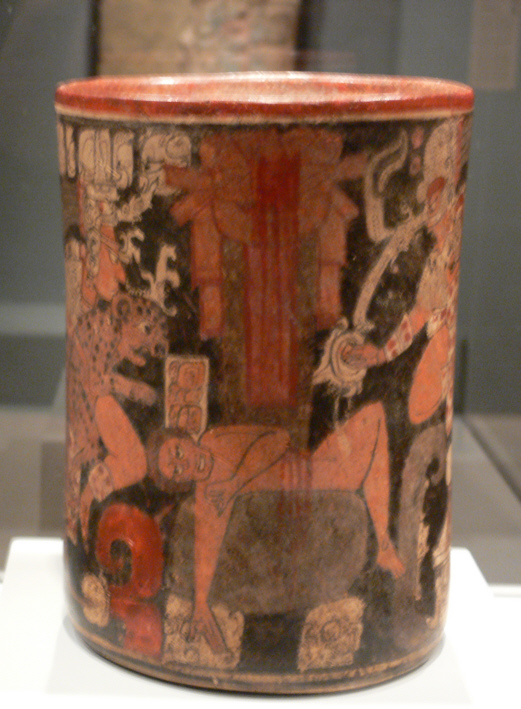
Maja edény emberáldozati jelenettel; kb. 600-850

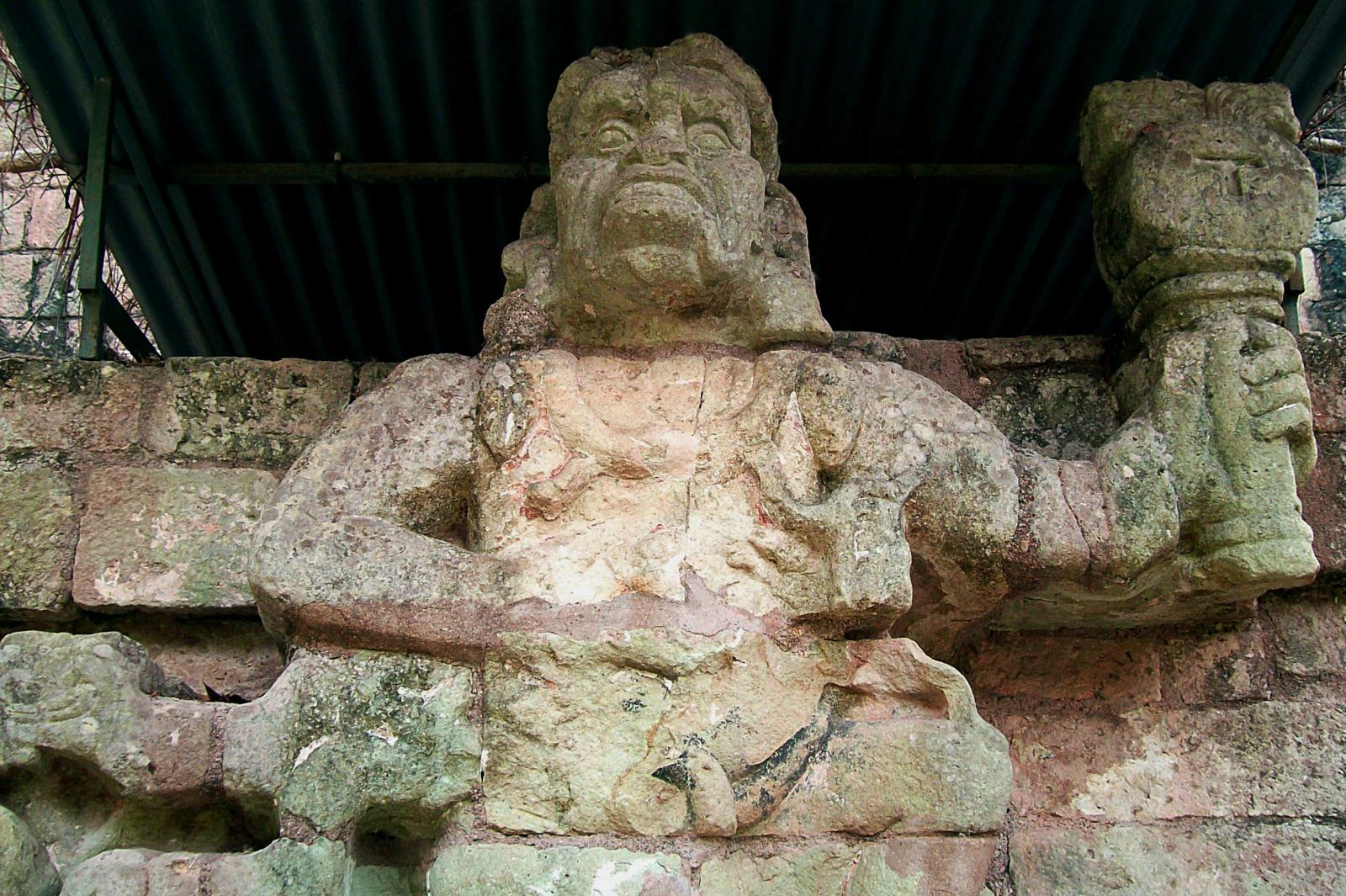
A Copánban található két majomszobor egyike, mint majomisten

Más közép-amerikai kultúrához hasonlóan a majáknál is különleges szerepet játszott az emberi vér. Magas papi beosztottak úgy nyerték ki a vért, hogy pl. egy tövises szállal átszúrták a nyelvüket vagy az ajkukat, vagy tengeri sün tüskéjével szurkálták a testüket. Eme gyakorlat fájdalmassága szemmel láthatólag csak a dolog vallási értékét növelte. Klasszikus időből származó képek gyakran kötik össze az ábrázolt véráldozatot az ún. kígyólátomáshoz, de hogy ez arra utalna, hogy a vérveszteség vallási sugallatokhoz vezetett, még máig is tisztázatlan. A maják szerint a vér a lélek és az életerő otthona, bár magát a lelket levegő vagy füst alakúnak képzelték el. A vért papírcsíkokkal fogták fel, ezeket azután elégették. A maja vallás politeista volt, ahol az isteneket az emberekhez hasonlóan halandó lényekként ábrázolták. Ahogy az aztékoknál is, az áldozat nem csak azt a célt szolgálta, hogy elnyerje az istenek kedvét, hanem azt is, hogy az isteneket életben tartsa. Ennek tudatában már sokkal jobban érthető a maja kultúra szokásos ábrázolásmódja, ahol egy királyt láthatunk, amint egy istent, mint csecsemőt, a karjaiban tart; mindamellett aggastyánként is előfordultak isteni ábrázolások.
A maják vallásában az emberáldozatok teljesen szokványosnak mondhatóak voltak. A rituális kivégzésekhez tartozott a lefejezés, megfullasztás (pl. Cenotes), akasztás, kövezés, mérgezés, csonkítás, de még az élve eltemetés is. A legkegyetlenebb megölési mód a has felmetszése és a még dobogó szív kitépése volt, amit a posztklasszikus korból fennmaradt kultusztárgyak (lásd csak-mool ) is bizonyítanak.
Áldozatként elsősorban hadifoglyok szolgáltak, de saját népükből, sőt a társadalom felső rétegéből (vagy az ellenség vezetői közül) is kerültek ki emberek eme feladatra. Még kutatják, hogy ki mikor, hogyan és hol, milyen körülmények között lett feláldozva. Az még tisztázatlan, hogy a maják (mint az aztékok) csak azért háborúztak-e, hogy legyen elég emberáldozatuk, vagy pedig azért áldozták őket fel, hogy a királyok a hatalmukat bizonyítsák és az istenek kegyét elnyerjék. Bár a maják harcos népnek számítottak, az aztékok vérszomját megközelíteni sem tudták. Mindenesetre a legújabb kutatási eredmények (különösen mióta az 1973-as iratot megfejtették) erősen leredukálták a majákról alkotott korábbi képet, miszerint az aztékokkal ellentétben békés nép voltak, és csak ritkán áldoztak. E két nép megítélésének különbözősége onnan ered, hogy amikor a spanyolok meghódították Közép-Amerikát, még látták az aztékok vallási szertartásait, miközben a klasszikus maja-kultúra már eltűnőben volt. A Yucatán-félsziget északi oldalán azonban a posztklasszikus városokban erősen megváltozott a kultúra; a spanyol hódítás idején készült épületek romjaiból jól kiolvasható, hogy a vallás már nem azt a kimagasló szerepet játszotta, mint azelőtt, a klasszikus időkben.
A maja vallás kegyetlennek és visszataszítónak tűnő idegensége ellenére sok kitűnő kulturális teljesítményt ért el eme nép, például az időszámítás, az írás és az építészet terén.

## Írás

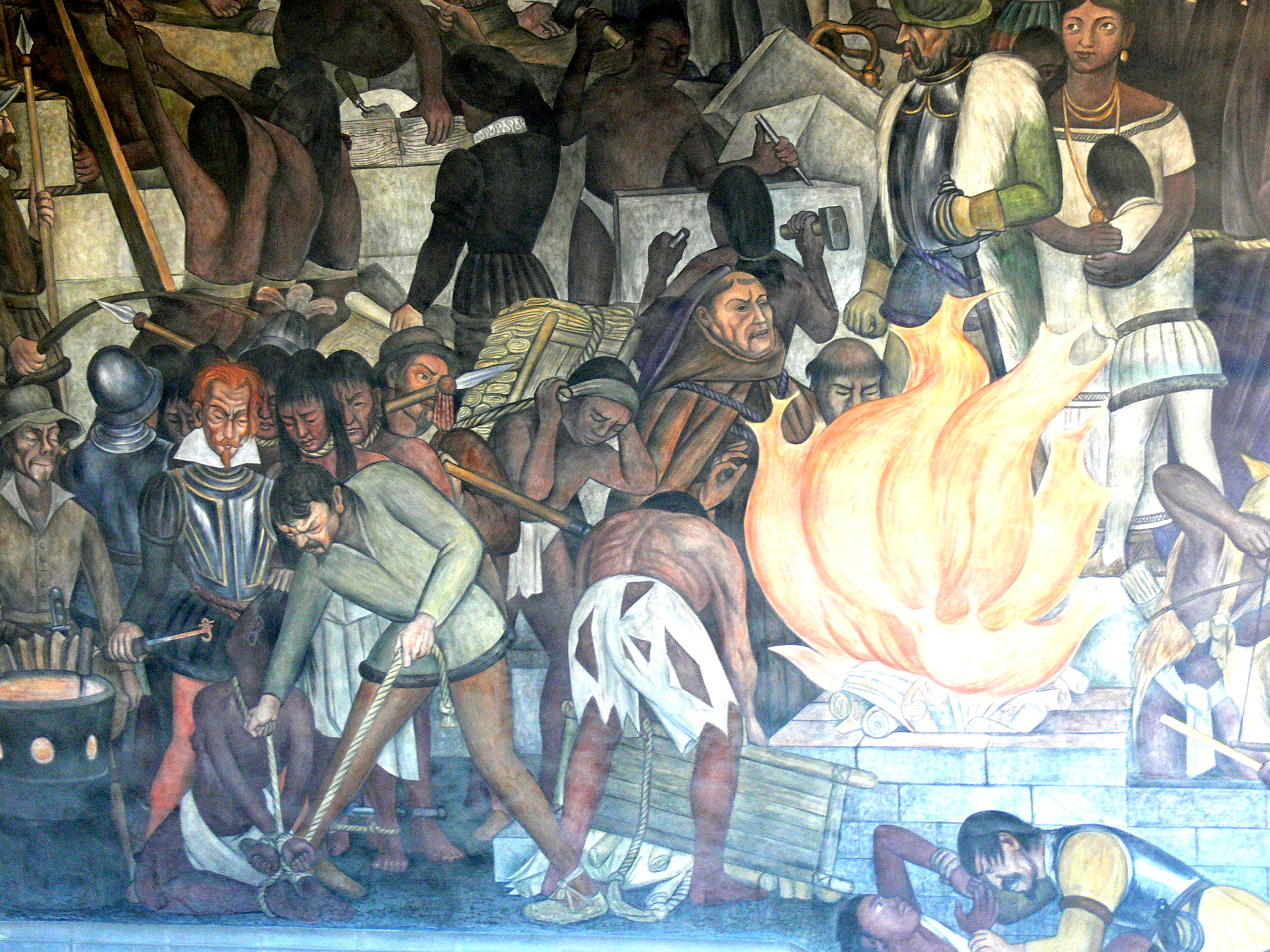
A katolikus egyház képviselői elégetik a maja írásokat.
Diego Rivera festménye a Mexikói Nemzeti Palotában.

A maja írás hieroglif írás, képjeleket, szótagjeleket és fonetikus jeleket egyaránt tartalmaz. Mára a rendelkezésre álló maja szövegek 90%-át elfogadható pontossággal el tudják olvasni. Az írásrendszer megfejtésében döntő szerepet játszott Jurij Valentyinovics Knorozov szovjet-orosz tudós munkássága.
Az írást – legendájuk szerint – Icamna nevű istenüktől, a nappalok és éjszakák irányítójától kapták.
Emlékei kőbe vésve, cserépre festve vagy stukkószerűen megmintázva maradtak fenn, írva pedig összesen három kódexben és egy kódex-töredékben. A többi indián írástól többek között az különbözteti meg, hogy minden jegye tojásdad vagy négyzetes alakú keretbe foglalt, s hogy az eredetileg ábrázolt tárgyak rajza már vázlatossá, sokszor felismerhetetlenné vált.

## A klasszikus kor maja nyelve
A klasszikus kori maja feliratok legnagyobb részét a mai csol, csontal és csorti' nyelvek közös ősén írták. Ma még a kutatók vitatják, hogy vajon csak a keleti (tehát a ma is beszélt csorti' és a már kihalt csolti') vagy a nyugati nyelveket is magába foglaló proto-csol volt-e a feliratok nyelve. A legvalószínűbb, hogy az i. e. 300 és i. sz. 200 között írt szövegeket proto-csol, míg az ezt követő időszakban készült feliratokat proto-keleti-csol nyelven írták, amit sokszor proto-csolti'-nak is neveznek a szakirodalomban. Számos felirat tartalmaz a mai jukaték-maja nyelv ősén írt szavakat. Az i. sz. 700-as évektől kezdve a mai Yucatán-félsziget északnyugati részén található városok feliratai pedig már részben ezen klasszikus kori jukaték nyelven íródtak. A mai Chiapas állam területén található Toniná és más városok felirataiban pedig proto-celtal szavak is felbukkannak.
A feliratok nyelve egy a beszélt nyelvtől eltérő konzervatív irodalmi nyelv volt. A lakosság nagy része proto-keleti és nyugati csol nyelvet beszélt a Yucatán-félsziget középső területein, míg északon klasszikus jukaték, délnyugaton pedig proto-celtal nyelvet használtak. A klasszikus kor végén i. sz. 900 körül a proto-nyugati és keleti csol nyelvek további nyelvekre szakadtak, a mai csontal, csol, csolti és csorti nyelvekre.
A klasszikus kori feliratok nyelvét a leggyakrabban klasszikus csolnak vagy epigráfiai majának hívják. Ezen nyelv, hasonlóan a ma is beszélt maja nyelvekhez, ergatív típusú agglutinatív nyelv, amely nem használta a nyelvtani nemet. Főnévragozás nem volt, viszont az igei rendszer annál gazdagabb. Még vita tárgya, hogy az igeragozás során kifejezték-e az igeidőt, vagy csak az igei aspektusokat jelölték. Az ergatív nyelvekhez hasonlóan volt aktív, passzív, mediopasszív és antipasszív igemód.
Az igék lehettek tranzitívak, intranzitívak vagy pozicionálisak, ez utóbbiakhoz olyan igék tartoztak, mint „állni”, „ülni”, „feküdni” stb.
A szórend az ige-tárgy-főnév sorrendet követte és ettől a feliratokban ritkán tértek el. A deiktikus szavaknak fontos szerepe volt, és sokszor csak ezek jelölték a cselekvés idejét.
Jelenleg körülbelül 1300 klasszikus szót ismernek, noha új feliratoknak köszönhetően ez a szám lassan növekszik.